# 3年B組金八先生の生徒一覧
3年B組金八先生の生徒一覧（3ねんビーぐみきんぱちせんせいのせいといちらん）では、TBSのドラマシリーズ『3年B組金八先生』に出演した生徒とそれを演じた役者の一覧を記述する。

## 概要
- 他作品・後作品・備考欄の略号は下記の通りとする。

| 算用数字 | 本編                                 |
| 漢数字   | SP（一二三四五六七八九十を用いる）   |
| 音       | 桜中学大音楽会での楽曲披露者         |
| 同       | 25周年同窓会出席者                   |
| 直       | ファイナル直前スペシャル             |
| 卒       | 金八卒業式出席者                     |
| F        | ファイナルで卒業式以外の場面での出演 |
| 新       | 1年B組新八先生                       |
| 仙       | 2年B組仙八先生                       |
| 貫       | 3年B組貫八先生                       |

※ただし、中学卒業後の出演および同じ役名での出演に限る（幼少時や別の役での出演は含まない）
- 家族欄は生徒の家族の続柄、名前（不明の場合は未記載）、役者名を表記する。
- クレジットや雑誌などで生徒の名字あるいは名前で役名が分かる者のみ記載すること。
- 本編の桜中生徒は後作品やSPにも適宜出演している。3七八8は基本的に未出演だが、25周年同窓会には3期生も出演している。
- 太字は放映期間中に途中転校や転入・クラス換えした者、★は金八に叩かれた者、☆は金八以外の教師に叩かれた者（ただし、いずれもスキンシップなどで軽く叩いたものは含まない）、保護者欄にPはPTA役員、役者名が太字は他シリーズやSPに別役・兼役出演者
- 基本的に名字で記載する。役職や担当教科は記載しないが、同一名字の登場人物が存在している場合は区別のため、フルネームで記載する。親族内であれば名前でも可。作品途中で結婚により姓が変わっても、旧姓で記載する。遠藤（伊知子と達也）や本田（養護と校長）等複数居ても同一作品に重複出演していない場合は名字のみの記入。
- 家族の職業や家業は判明していれば記載する。
- 生徒は第1シリーズを「1期生」とし、第8シリーズを「8期生」とする。

備考欄に関しては分かり易く簡潔にまとめ、なるべく1人4行以内に抑える。
- 出演者の年齢や所属事務所やグループ名は記載しない。
- 乙女と幸作は生徒であるが、詳細は坂本家に記載されているので、作中内での出来事のみを記載。
- 生徒は基本的にオーディションで選出される。直江喜一や柳沢慎吾のように3B生徒役落選者の中には他学級や他校生での出演もある。

## 昭和54（1979）年度（第1シリーズ）
| 役名・演者                   | 後作品                   | 家族等（演者）                                                              | 備考 |
| ---------------------------- | ------------------------ | --------------------------------------------------------------------------- | --- |
| 浅井雪乃 杉田かおる          | 2三四五六4 九5同F卒      | 父:正太 （牟田悌三） 母:秋子 （野中マリ子） 兄:洋一 （田鍋友啓） 夫:宮沢保  | 中学受験に失敗以来、父から疎まれる。 中3で宮沢の子を妊娠、出産し母となる。 兄の洋一は東京大学を受験するも不合格し電車に飛込自殺し即死。 代替に両親は歩を溺愛するが、母が父を見放し、雪乃を再び家に迎える。 卒業後はインテリアデザイナーに。                                      |
| 宮沢保 鶴見辰吾              | 2四五六4 同直F卒         | 父:新一郎 （山本耕一） 母:志津子 （高田敏江） 妻：雪乃 息子:歩(4期生)       | 怪我をした先輩に代わり、毎朝牛乳配達をする。 浅井の家庭事情に心を痛め、将来の結婚を約束。 妊娠発覚後、愛の授業で周囲の理解を得て父となる。 大学卒業後は建設会社就職と同時に浅井と結婚。 第4シリーズでは神戸単身赴任中。 息子の歩に自分の会社を案内し「金八を信じろ」と説得する。 |
| 阿部トシエ つちやかおり      | 2音三五六 同直卒         | 子:大西悠司（第8シリーズ） 実の親子関係                                     | ピーマン10、ディスコ朝帰、岡村が好き。 受験票を忘れる。 お別れ会（3月28日）当日に誕生祝。3-Bの中で最後に15歳になる。 |
| 安藤卓 岩谷健司              | 2三                      |                                                                             | 卒業生代表。卒業後は家業の酒屋を継ぐ。 |
| 池野国広 田島理司            | 三同卒                   | 父:義平（岸野一彦）                                                         | 真面目で控えめな性格。 浅岡の件で高校進学を思い悩む。 |
| 梅原明 芹沢安比沙            | 2三四                    |                                                                             | 実家は梅原工務店。卒業後に家業を継ぎ、2で塚辺が蹴破った壁を修理する ピーマン10、長ラン。 |
| 江崎花代 小室和代            | 三                       | 母（渡辺康子）                                                              | ディスコで朝帰り。SP3で梶浦と交際。 レイプされそうになるが泣き崩れた梶浦を抱擁しそのまま肉体関係に。 梶浦の煙突事件の後も交際中。 |
| 大野正枝 金久保美幸          | 2三卒                    |                                                                             | ディスコ朝帰り。園田と仲良し。 卒業後に一時期不良になる。 |
| 岡村一男 高橋幸喜            | 2三四五六4 同直卒        | 父:哲男（金内吉男） 母:良子（大森暁美） 兄:努(池内光隆)                     | 塾で成績優秀で太鼓判を押され、解放的な気分になっていた中で痴漢騒ぎを起こす。 主事室に立てこもり、金八と一夜を過ごす。 開栄合格。東大卒業後は検事となる。 |
| ☆越智はるみ 藤島ジュリー景子 | 2三                      | 母:良枝（小林千登勢）                                                       | 3歳から習っているため、英語が得意。 東條にビンタしたのに、されたと嘘をついて母に伝えたことで騒動となり 学校の屋上から飛び降りようとして池内からビンタされる。 |
| 笠原ユカリ 石川よし子        | 2直卒                    |                                                                             | ピーマン10、ディスコ朝帰り。 卒業から3年後、水商売のような派手な姿でヤクザの男に連れられていく所を金八に目撃される。 同窓会の日に一人電車に乗り旅立っていく（高校進学組）。 |
| 梶浦裕二 野村義男            | 2音三五 六九同           | 父:清一（芦屋雁之助 →左右田一平・SP3） 母:トシ（大方斐紗子 →あき竹城・SP3） | 実家は銭湯「松の湯」。銭湯利用客の女子高生に恋する。 社会のテストの裏に服部の似顔絵を描く。 3で江崎と交際、レイプしようとするが泣き崩れる。 松の湯の煙突に上り大騒ぎになる。 中川が松の湯を買収しマンションとスーパー建築を目論むが失敗に終わる。 通称「風呂屋のせがれ」。       |
| 沢村正治 田原俊彦            | 音三四                   | 姉:ユリ（梅田智美）                                                         | 姉と二人暮らしの子子家庭。田沢に恋する。金八曰く知能犯。 ピーマン10。四では喫茶店主。 |
| 志岐誠 土屋到                | 2三六                    |                                                                             | 学級委員。 岡村と吉村と同じ塾通い。 |
| 神保文子 山口仁子            | 2三六                    |                                                                             | ガリベン。おさげ髪に眼鏡。高校入学後は聖子カット。 山田と席が隣で、たまに仲良く会話している。 |
| 鈴木良夫 羽沢匠              | 2三同卒                  |                                                                             | 家は自動車修理工場。長ラン。野球部。眉毛を剃る。 ピーマン10。塚辺トミ江は洋と付き合うなと悪評。 大造は家業手伝を評価、「眉毛は気に入らないが、小遣いせびってないで洋も見習え」と教育。                                                                                           |
| 瀬戸克江 長谷川純代          | 2三四五 六同卒           | 兄:修吉（藤井つとむ →若林立夫・SP3）                                        | バレー部。実家はラーメン屋。ディスコ朝帰り。 |
| 園田エミ子 荒井恵美子        | 2同                      | 父:栄治（篠原大作） 母:昌子（小林トシエ）                                   | ディスコ朝帰り。 卒業から3年後は新幹線の車内販売員（高校進学組）。 |
| 高倉勇 館川喜年              | 2三六同卒                | 母:明子（猪俣光世）                                                         | ピーマン10、野球部、長ラン 卒業後にバイク事故を起こす。 |
| 田中康一 新井つねひろ        | 2三六                    | 父:一治（小島三児） 母:美代（石井富子）                                     | 実家は田中運送で金八の引越をした。 安藤との約束を反故にしたことでクラスメイトからその後集団暴行を受け一時期不登校に。 集団暴行を受けたことで腹いせにボクシングジムで憂さ晴らしをする。 その後、荒川の草むらで金八と乱闘する。                                                    |
| 九十九弥市 大堀英樹          | 2                        |                                                                             | 乾を殴る。拳法2段空手修行中、ピーマン10。自衛官志望。 入試で他校生と喧嘩し、これは後輩の間でも有名。 迫田が気になり、話しかけても無視される。 |
| 東條絹子 平山裕美            | 2三卒                    |                                                                             | ガリベン。越智に不用意な発言をしトラブル起こす。 越智に殴られたにもかかわらず、加害者扱いされる。 後年、金八のお気に入りだった事が暴露されている |
| 中尾友行 米村和晃            | 2三同卒                  | 父:完治（上田忠好）                                                         | ピーマン10、乾に喧嘩を売る。 家は燃料屋。 都立高二次募集合格。 高校進学組の中で最後に進路決定。 |
| 畑中マミ 大綱めぐみ          | 2三六同直卒              |                                                                             | 実家はアパート経営。ディスコ朝帰り。 |
| 平山英吉 茂木昌則            | 2三六卒                  | 父:陽造（小鹿番） 母:年江(矢野泰子)                                         | 野球部員 スポーツ推薦で怪我を押し切り日東高校に進学。 入学後、さらに怪我が悪化しそのままマネージャーになる。 騒動が起きた際、越智の家まで迎えに行く。 妹（服部真理）、弟（田中昭雄・荻生田善道）もいる。                                                                         |
| 福田茂子 志茂由佳            | 2三六同卒                |                                                                             | ディスコ朝帰り。 |
| 星野清 近藤真彦              | 2音三五 4九F             | 母（絵沢萌子）                                                              | 長ラン、サッカー部員。しごきは否定的。 桜中陸上部コーチを経て体育大助教授。 金八は強いから逆らうなとみんなに通告する。 |
| 屋島みゆき 一番ヶ瀬容子      | 2                        | 母:勝子（根岸明美）                                                         | 入試に失敗した際、中尾と放浪。 桜中学の3-Bの教室の明かりを見て金八がいると確信し教室に駆け込む。 |
| 安恵美智子 小林聡美          | 2三五                    | 父（久富惟晴） 後妻（岩本多代）                                             | ピーマン10。実母は作中で死去。 SP3で後妻がバイク事故を起こす。 |
| 山田麗子 三原じゅん子        | 2音三四五 六八4九 56同卒 | 父:国夫（中村孝雄） 母:昌子(白川和子)                                       | ボス、ピーマン10、長スカート、卒業後は美容師。 名台詞は「顔はヤバイよ。ボディやんな、ボディを」 卒業から3年後の同窓会の日に婚約者が交通事故で死亡、泣き崩れる。 第6シリーズでは言うことを聞かない棒葉と北村に説教。 25周年同窓会で生徒代表でスピーチをする。                     |
| 横山敏子 深野いずみ          | 2                        |                                                                             | 学級委員 面接テスト前日の深夜に金八に最初に電話をかける。 |
| ★吉村孝 小山渚               | 2三四五六同              | 母:ふみ（沢柳廸子）                                                         | 家出騒動を起こし、金八に平手打ちを喰らう（金八が初めて殴った生徒）。 風邪をこじらせ、マスクをする。 卒業から3年後、高校留年して行方をくらますなど何かと金八の厄介になる。 |

- ※SP一は全員と第2シリーズは、池野、江崎以外全員出演（梶浦の母と瀬戸の兄は第2シリーズにも出演）

### 座席表
|      |      | 星野   | 畑中 |      |
| 安藤 | 梶浦 | 九十九 | 沢村 | 梅原 |
| 江崎 | 東條 | 横山   | 神保 | 山田 |
| 高倉 | 宮沢 | 平山   | 鈴木 | 吉村 |
| 園田 | 福田 | 浅井   | 安恵 | 笠原 |
| 中尾 | 池野 | 岡村   | 志岐 | 田中 |
| 大野 | 越智 | 阿部   | 屋島 | 瀬戸 |
| 教卓 |      |        |      |      |

- ※3話のみ、屋島と東條が逆

### その他
佐々木・上野・川西・土屋 - 直江喜一・榎本隆俊・曽我安彦（曽我泰久)・柳沢順吾
楓中3年。長ランを着た関西弁の不良グループ。ゴダイゴ、いとしのエリー、アリス 、海援隊と名乗る。星野らと勘違いして声を掛けた遠藤や田沢に「マブイ」「ペチャパイ」等と発言をしたが、大石に見つかりその場は追い払われる。その後、長ランを着た星野らと河原で取っ組み合いの喧嘩をした際、全員金八に柔道技で投げ飛ばされ改心。

## 昭和55（1980）年度（第2シリーズ）
| 役名・演者              | 後作品                    | 家族等（演者）                                                      | 備考 |
| ----------------------- | ------------------------- | ------------------------------------------------------------------- | --- |
| 青木繁好 大仁田寛       | 四六同 7直F卒             | 母:滝代（北川智絵）                                                 | お調子者。学習発表会で特攻服を着て君塚の反感を買う。 高校受験失敗し自棄を起こしスナックZで飲酒。 二日酔いとなり金八に頭から水道水を掛けられる。 高校合格し神津に礼を言う。便所掃除組。 母にZには二度と行くなと言われる。7では平尾と共に夜回隊に参加した際に金八と再会し、直後に椿小学校の6年生の男子と女子のカップル(担任は4の伊丸岡)がキスをしている現場を目撃し、小学生である事を知って驚く。 |
| 赤上近子 伊藤つかさ     | 音5同8 直F卒              | 母（北島京子）                                                      | 野球部マネージャー。女子高進学。華道部入部予定 松江から好意を持たれ「赤ちゃん」と呼ばれる。 8では花屋勤務で、息子が荒谷二中進学希望。 迫田と共に金八のお気に入りだった。 |
| 石川祐子 吉田康子       | 四五六卒                  | 母（原知佐子）                                                      | 優等生だが数学の答案を白紙で提出し、乾を挑発。 ハワイのマッキンレー・ハイスクールに進学希望。 |
| ★岩沼幸一郎 片桐貴代司  | 四六同F卒                 | 父（平田守） 母（宮田のり子）                                       | 実家は印刷所。便所掃除組。高校中退後に刺青を入れた。 血液型はAB型RH-で、乙女の輸血のために献血をした。あだ名は「デブ」。学芸会で準主役 送別会で加藤に「みんなの前でアレ見せろよ」と言われた。 同窓会で金八に裏切者と言われ、小室が好きだったと告白。 乙女の結婚式に歴代生徒の中で唯一招待される。 酒田の工事現場勤務を経てファイナルでは酒田で運送業。 |
| 大川明子 村野仁美       | 13七除く 全作品           | 父:義平（岸野一彦） 夫:利行（山木正義） 子:太郎（田中雄土）         | 卒業後は看護師。4以降は道政姓で芸名は大川明子。 結婚後、スーパーさくらを夫婦で経営。 母校の行事開催時に度々差入れし、後輩達とも顔見知りで声をかける。 夫も書籍上は桜中のOBであるが3迄は未登場。 同窓会で「立見と共に叱られまくった」と美女とブスの露骨な差別を批判している。 |
| 小川正 庄野たけし       |                           | 父（高校教師） 母（阿部百合子）                                     | 優等生だが、父の勤務先の高校に行くのを嫌がり反発。 |
| 小川智子 前川綾子       | 四同卒                    | 母（渡辺康子）                                                      | 高橋が入院した際、差し入れを持参。 |
| 梶井大吾 長山悟         | 四卒                      | 母:キヌ（成田光子）                                                 | 梅ヶ枝餅事件の被害者、不登校になる。 金八は神経性あんこアレルギー、乾電池みたいな体と表現。 |
| ★加藤優 直江喜一        | 音四五 4F卒 1・楓中佐々木 | 母2:正枝（千之赫子） 妻F:佳也子（大見久代）                         | 第五話から出演.転校初日から松浦に椅子を振り回すなどの乱闘騒ぎを起こし学校を飛び出す。 荒谷二中の元番長、桜中番長、卒業生代表。 名台詞は「俺は腐ったミカンなんかじゃねぇ」 スナックZとお歳暮配達のバイトをする。 卒業間際に荒谷二中に殴込をし逮捕されるが金八や校長や上野らの説得で釈放される。 卒業後は定時制通学しながら墨東工業に就職。 4でハゲて太り、Fでネタにされる。 Fでのモデルは株式会社安田組安田光一で本人も後姿で出演。 新発田市で加藤組(タンク製造)社長で既婚。4からFまでの間に経営難で一家離散の危機に陥るが立て直しに成功。 |
| 萱森圭子 早坂まゆみ     | 四                        |                                                                     | 舌を出すクセがある。 |
| 木村勇気 栗原茂         | 四卒                      |                                                                     | 便所掃除組。野球部。 声変わりしていない。小柄だが元気が良い。 入浴時に岩沼に悪戯されて勃たされてた |
| 小室スミ江 海老井まゆみ | 四五六 同卒               |                                                                     | 面談で校長の名前が出ずにいた。 |
| 迫田八重子 川上麻衣子   | 音四457 同直F卒           | 娘:恵利（徳島更紗） 夫:渡辺（表記なし）                             | 松浦とは幼馴染で加藤と三角関係。 加藤転入時の乱闘の際に加藤に人質にされる。 4では渡辺姓になり受験の為、娘とホテルに泊まりこみスパルタ教育。 娘に対する教育がエスカレートし病気に追い込む。 （その事で1学年先輩(及び同じ子を持つ母親の先輩)でもある浅井、同級生でもある大川、加藤、松浦からも心配される） 再度「お前には授業が必要だな！」と金八と加藤の怒りを買う。 Fでは金八の悪口を言った景浦を殴った。 |
| ★佐々木博子 鈴木真代    | 卒                        | 母（北沢典子） 妹（須賀沢真理子） 次妹（後藤澄子） 伯父（佃文伍郎） | 12話で父が入院し22話で病死。母親の一言にショックを受け 妹を連れて荒川に飛び込もうとするが金八に平手打ちを喰らい我に返る。 |
| 佐藤マキ 佐野恵子       | 四五六同卒                | 父:道夫（斎藤晴彦） 母:幸子（佐々木梨里）                           | 実家は畳屋。弟・幸二はSP5参照。椎野と結婚予定。 （貫）星田君江で出演。 |
| 椎野一 ひかる一平       | 音四五六 同直F卒          |                                                                     | 名台詞は「僕、加藤君が好きだ」Fでも30年ぶりに呟く。 無口だが加藤との出会いで少しずつ口を開くようになる。 加藤に憧れスナックZでバイトし、調理学校に進学。 SPで実家の炉端焼き店「水車」を継ぐ。佐藤と西野健一がバイト、常連客は同級生と1期生。 |
| 高橋健 鳥海勝美         | 四卒                      | 母:芙美（猪俣光世）                                                 | 野沢と仲良し。普段は温厚な性格。 糖尿病を患い、甘いものが食べれない。 饅頭を捨てたことを祖父に叱られ母と一緒に金八のところに頭を下げに行く。 価値観を押し付けてくる母親に嫌気が刺し、乱暴する。 高熱なのに学校に行き、通学途中で公園で倒れる。 池内シカが救助し大森に救急車を呼ばせ搬送、入院する。 |
| 立見八千代 中村美奈子   | 四六同卒                  | 父:大吉（西村淳二）                                                 | 実家は理髪店。学芸会で主役を演じることになり直前にパニックになるが、金八に喝を入れられて我に返る。 高校進学せずに家業を継ぐ。 |
| ☆塚辺洋 岩井浩司        | 四                        | 父:大造(山田吾一) 母:トミ江(本山可久子)                             | 実家は塚辺鉄工所。野球部員で大沢に下級生からカンパを要求。余ったお金で大沢と豪遊し、父に殴られ、金八と父がに謝罪に行く。 学習発表会で特攻服を着て君塚の反感を買う。 野球部やプロレスが好き。 教室の壁に穴をあけ、梅原が修理。岩沼の就職先斡旋。 大造は荒谷二中PTA会長と幼馴染で同級生。 |
| 土屋英樹 中村誠         | 四                        | 姉:珠子（日向明子） 源氏名「さくら」 子子家庭                       | いつも笑顔。 誤って増田のコンタクトレンズを踏み割る。 姉は錦糸町のキャバレー「フラワーボックス」勤務。 上野を「スケベ社長」と呼ぶが金八に紹介。 玉村による裏口入学詐欺に遭い50万円を渡す 金八から国語を習っており手書きの卒業証書を貰う。 |
| 中島章光 鈴木健一       | 四卒                      |                                                                     | 野球部。後輩に強制カンパさせる。 |
| 西山美津子 丸田公美     |                           |                                                                     | 面接テストでタレント志望（練習用に答えただけ）と発言。 金八の面接模範演技の時に増田から眼鏡を借りて国井の真似をする。 |
| 野沢純一 高橋健一       |                           |                                                                     | 父は銀行員。真面目。数学のテストが気掛かり。 高橋と仲良し。横浜銀蝿のファン。 |
| 羽沢康男 清水浩智       | 四7同直卒                 |                                                                     | 学級委員。便所掃除組。7では8話で平尾と共に夜回隊に参加した際に、丸山が河合と下部に拉致される現場に遭遇し、遠藤達也と平尾、金丸、狩野と共に丸山を救出し、安井総合病院で平尾と共に金八と再会した際に便所掃除を懐かしむ。 |
| 菱沼由美 時任縁         | 四                        |                                                                     | 面接テストで「ママ」「高校に入ったら洋服買ってもらえる」と発言し国井に叱責される。 |
| 平尾久之 藤田秀世       | 四五7                     | 母:加代子（峯田智代）                                               | ガリベン、開栄合格、便所掃除組。 7では8話で羽沢、10話で青木と共に夜回隊に参加。 |
| 藤田良治 鴨治忠司       | 四同卒                    | 母:加根子（菅原ちね子）                                             | 学習発表会で特攻服を着て君塚の反感を買う。 盲腸で緊急搬送され、高橋と同じ病室に入院。 |
| 増田園枝 竹川まゆみ     | 卒                        |                                                                     | 学習発表会で主役予定だったが怪我で断念。 メガネからコンタクトレンズに変え、土屋に踏み割られる。 あんみつが好物。饅頭が嫌いで金八からもらったお土産の饅頭を石川と一緒にごみ箱に捨て、後に金八に叱られて泣く。 |
| ★松浦悟 沖田浩之        | 音                        | 父:恭介（田中明夫） 母:佐知子(津々井和枝) 妹:19話で誕生             | ボス。スナックZの常連客。椎野と仲良くなる。弱い者いじめをした事が金八にバレて大乱闘。後輩イビリもしており、挨拶を強要していた。転校初日の加藤とも大乱闘を起こすが徐々に加藤とも仲良くなる。 名台詞は「うるせーな」 当初は加藤を演じる予定だった。 グレていたが、神津には「スネてただけ」と言われている。 佐知子は恭介の後妻で、19話で妹を出産し、20話で迫田に共に病院を訪れ、妹を紹介する。4ではスウェーデンに海外赴任中であり、教育ママと化した迫田を心配し、加藤に相談に乗るよう連絡する。妹は4の生徒と同い年だが、4には未登場である。  |
| 松江次郎 大山大介       | 四五卒                    | 母スエ子（馬場恵美子）                                              | 野球部。後輩に強制カンパさせる。赤上に好意を寄せ、「赤ちゃん」と呼ぶ。 赤上の女子高進学希望を聞かされてスナックZで大笑いされる。 |
| 森下美保子 小河麻衣子   | 四五六                    | 母:由紀（中村由起子）                                               | 学級委員。スナックZに行ったことでお灸を据えられた。 岩沼のアレを「私見たい」と発言する。 |
| 山田広二 阿部佳久       | 四                        |                                                                     | 便所掃除組。 |
| 山本まどか 福家美峰     | 四五六同卒                | 弟:大輔は四参照                                                     | 内職で国井から叱責、スナックZに行ったことで座敷牢状態に。 |

- 二は野沢、西山、土屋、小川正以外全員、赤上、木村、塚辺、中島、松江は第1シリーズにも出演、便所掃除組が8の回想で出演。
- 1期生とも交友がある。

### 座席表
|        |        | 加藤 | 野沢 | 松江   |
| 中島   | 羽沢   | 山田 | 松浦 | 高橋   |
| 小室   | 立見   | 森下 | 大川 | 石川   |
| 木村   | 塚辺   | 岩沼 | 椎野 | 青木   |
| 小川智 | 佐藤   | 山本 | 迫田 | 佐々木 |
| 藤田   | 小川正 | 土屋 | 梶井 | 平尾   |
| 西山   | 菱沼   | 赤上 | 増田 | 萱森   |
| 教卓   |        |      |      |        |

### その他
| 役名     | 演者                                         | 所属        | 備考 |
| -------- | -------------------------------------------- | ----------- | --- |
| 大沢周二 | 池田克美                                     | 桜中2年     | 野球部。 1年生にカンパを3回要求し、その金で塚辺と豪遊。 |
| 戸田昭   | 藤原哲也                                     | 桜中1-C     | 野球部。大沢から3度もカンパを要求され、教室で窃盗未遂し金八に見つかる。 |
|          | 菊地優子 瀬島充貴 尾坂和也 瀬島充貴 和智雪恵 | 2年生       | 学習発表会 合唱は横須賀市立池上中学校生徒一同 |
| 浜島康之 | 柳葉敏郎                                     | 荒谷二中3年 | 騒ぎの混乱に乗じて机や教材や窓ガラスを壊す。 |
| 脇田弘   | 中村幸路                                     | 荒谷二中3年 | 騒ぎの混乱に乗じて机や教材や窓ガラスを壊す。 |
| 久保進   | 金城純一                                     | 荒谷二中3年 | 加藤の友人で桜中学へ転校した後は番長となる。 卒業式ボイコット実行にスナックZを訪れ、神津と加藤に協力を求める。 校長から謝罪を勝ち取った直後に加藤らと警察に連行されるが即日放免。 米倉が過労で倒れたことを嘆いている。 台本上は殴る設定がなかったため、金八がアドリブで 加藤と松浦を殴った時は「ここまでやるか？」という表情をしていた。 |
| 近藤正夫 | 見城貴信                                     | 荒谷二中3年 | 加藤の友人で桜中学へ転校した後は番長となる。 卒業式ボイコット実行にスナックZを訪れ、神津と加藤に協力を求める。 校長から謝罪を勝ち取った直後に加藤らと警察に連行されるが即日放免。 米倉が過労で倒れたことを嘆いている。 台本上は殴る設定がなかったため、金八がアドリブで 加藤と松浦を殴った時は「ここまでやるか？」という表情をしていた。 |
| 沢井純   | 堀広道                                       | 荒谷二中3年 | 加藤の友人。少年院送致の瀬戸際。 清水達の横暴な措置にたまりかねて教師を殴り卒業式まで家庭学習。 |

## 昭和58（1983）年度（SP2）
| 役名             | 演者         | 家族等（演者） | 備考 |
| ---------------- | ------------ | -------------- | ---- |
| 各自の役名は不明 | 田辺広大     | 不明           |      |
| 各自の役名は不明 | 坂本博道     | 不明           |      |
| 各自の役名は不明 | 佐久間かおる | 不明           |      |
| 各自の役名は不明 | 上原悦子     | 不明           |      |
| 各自の役名は不明 | 楊静恵       | 不明           |      |

## 昭和59（1984）年度（SP3）
| 役名     | 演者     | 家族等（演者）                                                               | 備考 |
| -------- | -------- | ---------------------------------------------------------------------------- | --- |
| 池内一郎 | 木村雄   | 母:友子（吉行和子）                                                          | 中川と毎日喧嘩する。 安恵の交通事故の目撃者で安江を擁護。 第4シリーズでは桜小学校の教諭となる。                                                                                                   |
| 中川久男 | 新井昌和 | 父:（遠藤太津朗） 母:（阿部光子） 従業員:（山田貫太郎・ 内田忠男・山岡八高） | 池内の優等生ぶりを妬み母にテスト内容を教えてもらっていると発言。 これにより池内と殴り合いの喧嘩に発展。 父は中川鉄工社長で議員立候補予定。 松の湯を買収してマンションと大型スーパー建設を目論む。 |

## 昭和60（1985）年度（SP4）
| 役名        | 演者       | 家族等（演者）                    | 備考 |
| ----------- | ---------- | --------------------------------- | --- |
| 市田正      | 斉藤嘉之   | 父（山田吾一）                    | 実家は市田製作所で墨東工業が支援。 中井に苛められていたが、加藤優が同行することで標的が山本に。 山本を苛めたことで父と謝罪に行く。  |
| ☆北沢由美子 | 斉藤あや子 |                                   | 山本を庇い、苛めた中井らと大喧嘩し、止めに入った乾を殴る。 川田に竹刀で殴られ、教育110番に報告（担当者が君塚に聞かせる）。          |
| 中井政敏    | 岡本健一   | 父（寺田農）                      | 優等生だが苛め4人組のリーダー。 父は職業安定所所長で父母会の問題にしようとした。 最終的に虐めを打ち明け、金八と父と一緒に謝罪に行く |
| ★山本大輔   | 竹内章祝   | 母（北島京子） 姉:まどか（2期生） | 中井の命令で乾の靴を校庭に放り出す。 イジメの標的となり、土手で自殺未遂。                                                           |

## 昭和61（1986）年度（SP5）
| 役名      | 演者     | 家族等（演者）                                               | 備考 |
| --------- | -------- | ------------------------------------------------------------ | --- |
| ☆佐藤幸二 | 河合康史 | 父：道夫（斎藤晴彦） 母:幸子（佐々木梨里） 姉：マキ（2期生） | 陸上部員で星野がコーチを担当。 都大会で優勝し、全国大会への出場が決定するが、部活で下級生にシゴキと暴行を行ったことを星野から叱責されて殴られる。 姉には「デコスケ」と呼ばれている。 成績は悪いので金八に半分位は正解するように言われる。 |
| 日野武    | 花井直孝 | 母：ナミ（岡本麗）                                           | 国井が担任を務める2年A組の生徒で陸上部員。 佐藤に前歯を折られるが、星野は丸く収めようと口止めをする。 SP6にも登場（川野の前の席）し、作文を見た金八は自分の子供よりも字が汚く、漢字を使用しているのは名前のみであることを指摘した。       |

## 昭和62（1987）年度（SP6）
| 役名      | 演者     | 家族等（演者）                     | 備考 |
| --------- | -------- | ---------------------------------- | --- |
| 川野君子  | 小川範子 | 父:康造（前田吟） 祖母（牧よし子） | 津軽から転入。津軽弁で中々馴染めなかったが、西野が親切にしてくれたことで好意を寄せる。 西野兄に乱暴され妊娠するが、迷惑が掛かると誰にも言えなかった。 誰も居ない教室で制服を破り、金八に乱暴されたと狂言。 トラック運転手の父に殴られ流産。津軽に帰郷し看護師を目指す。 |
| 西野雄也  | 江川芳文 | 母:トミ子 （鷲尾真知子）           | 学級委員。津軽に帰る川野に柴又帝釈天のお守りを渡し、上野駅で見送る。 |
| 西野健一★ | 中村久光 | 母:トミ子 （鷲尾真知子）           | 雄也の年子の兄。桜中で初めて開成高校に合格入学するが 勉強に付いて行けずに中退し、椎野の店でバイトしている。 雄也を訪ねてきた川野に乱暴し妊娠させる。大検取得を目指す。 金八曰く、優等生だが卑劣極まりない奴と表現。                                                     |
| 田中直樹  | 河合久芳 |                                    | 新聞委員 |

## 昭和63（1988）年度・松ヶ崎中（第3シリーズ・SP7）
| 役名・演者             | 後作品 | 家族等（演者）                                    | 備考 |
| ---------------------- | ------ | ------------------------------------------------- | --- |
| 東正広 佐藤忠信        |        |                                                   | 髪を栗色に染めている。 |
| 阿部智香子 市丸和代    | 同     |                                                   | 何かと金八に駄々をこねる。 |
| 石川克彦 町出淳一      |        | 母（大西加代子）                                  | 学級委員。期末考査直前に風邪をひき、テスト中は悪化する。最終日まで受けるものの、テスト終了後は39℃の熱を出し、HR後に倒れる。金八と田原の会話で、その時の数学考査は風邪のせいか65点だったという。 |
| 稲垣久枝 堀実夏        |        |                                                   | 2話の放課後に倉橋と田口と共に高峰の鞄に給食の残飯を入れる。 |
| 梅田恵美 飯塚園子      |        |                                                   | 学級委員、生徒会役員、テニス部部長、鶴田と幼馴染。 思いやりがあり、5話でテニス部の後輩の為に受験勉強と部活を両立して倒れる。 榊原と仲良しで、一緒に登下校(5話と8話、10話)する事も多く、8話の期末考査最終日の終了後のHRでのカンニング騒動で、榊原を田口から庇う。 |
| 大竹明美 真下琴絵      | 同     | 母（青木和代）                                    | 5話でテニス部顧問に就任した真野が剛毛である事を知り、「嫌だぁ」と泣き出した。 11話の三者面談(真野も同席しているので、実際は四者面談)で和田が別の高校に行く事を真野から聞いて怒り出す。 |
| 織田真紀 長瀬潮美      | 同     | 母（前沢保美）                                    | SP7で受験に失敗し、一時不登校になり、合格発表の翌日に金八と石川、梅田が訪問した際に2階の自室から外に出ようとするも、危うく転落しかける。 石川に好意を抱いており、8話の期末考査最終日のHR後に石川が熱で倒れた際に、加藤と沢田、成瀬と共に保健室に運んだ。 10話の三者面談前日の放課後に金八と真野と個人面談をした際に、クイズ番組で活躍するレポーターに就きたいと語り、有名な3名のレポーターの母校である女子高への進学を希望しているので、三者面談時に電車通学不要の高校への進学を希望する母を説得してほしいと頼んだ。 |
| ☆柿野啓太郎 菊池健一郎 |        | 母（松本留美） 姉（松下由樹）                     | 9話で渡辺にノートを借りたお礼にチェッカーズのサイン色紙をプレゼント。 両親が離婚し、姉は父方に。本人は母とアパートに住み。 姉との関係は良好で、母は撮影所のメイク担当。 母が仕事で夜中帰りになるので彼が毎日朝食の支度してる。 姉を牛田駅まで送りに行った帰りに夜回り中の山津と杉山校長と出会い、その時無視した事から 山津は不良と決めつけ、目の敵にしている。 村井との喧嘩騒動の日に、金八に半ば強引に連れられて坂本家へ行く。 そこで金八に強がりとも取れる思いの丈をぶつける。 その後、一緒に食事をし、子供達と一緒に風呂へ入り一緒に寝るという一面も見せる。 その時に幸作に気に入られる。 11話で山田の父が死去した際に片親の山田を慮り、石川と梅田、鶴田、水野と共に通夜に参列する。 |
| 加藤敏治 田賀平        | 同     | 弟（岩淵健） 妹（香取夏実）                       | 色紙を使った紙切りが得意で、カブトムシや蝶、馬からドラえもんまで作っている。 実家は理容店で両親が忙しい為か、夕食はカップラーメンの事が多い。 金八が家に訪れて見るに見かねて夕飯を作る時に、 米のありかを聞くが「分かんない」と言う。 米も炊いた事が無いらしい（弟から）。 人の話が理解出来ないのか聞いていないのか、時々KYな言動が見られる。 |
| 河合久芳 田中直樹      | 同     | 母（島田果枝）                                    | 9話でサイン色紙と柿野の姉の件で、柿野と村井で殴り合いの大喧嘩をする。 辻村が好きで卒業旅行にスキーに誘うが、田口をついで呼ばわり。 |
| 倉橋和幸 岩国誠        | 同     | 母（吉野由起子）                                  | ガリベン。 8話で期末考査の前日に祖父の手術を口実に給食前に早退し、自宅で試験勉強する(手術終了の電話が入り次第、親戚中に電話をする予定だった)。 最終回で2学期最終日の2日前の早朝に最悪の通知表を貰う夢を見た為、成績が気になり、真野に通知表を貰う前に成績を教えて貰う。 他教諭は教えてくれない為、翌朝の早朝に無人の職員室に忍び込み、数学の成績表を盗み見するも、社会科の成績表を盗み見する前に出勤した真野に見つかり、出入口から逃走する際に転倒し、左足を捻挫する。 織田と三浦の入試合格作戦を提案する。 |
| 畔柳吉人 金杉太朗      | 同     | 母（寺田路恵）                                    | 2学期中間考査の国語では98点という高得点をマークする。 成績はクラスベスト3に入るくらいに優秀である。 金八から冗談で「ちょっと目が暗い」と言われる。 8話の期末考査で石川の体調を気遣っている金八に「贔屓だ」と文句を言う。 母親からのプレッシャーで精神的に追い詰められる。 11話の三者面談で母親は本人を医者にさせたいと言う。翌日、医者になりたくない理由を「注射針は痛そうだから」と金八に話す。 |
| 榊原知美 池内心        |        | 母（梶三和子） 妹（吉沢梨絵） 従姉（五島静）      | 8話の期末考査最終日にカンニングペーパーを筆箱に貼り付け、社会科の考査時にカンニングを試みるも、逆さまに貼り付けてしまった為、カンニングはしなかったが、終了後のHRで前の席の倉橋と右斜め前の席の田中が喧嘩をした際に筆箱が落下し、筆箱に貼り付けたカンニングペーパーを右隣の田口に見られ、カンニング疑惑を持たれ、口論する。 金八と田原の会話で、数学考査は勘違いがあったのか、30点だったという。 妹はエミという名で中1、従姉はエイコという名で大学生である。 |
| 沢田政希 市川純太      | 同     | 母（谷田川さほ）                                  | 8話の期末考査終了後のHRの時に金八から「小・中でカンニングをした事がある者」との問いに、挙手をする。 |
| 柴田至則 原田幸一      |        | 母（田島令子）                                    | 7話で自身の上履きやカバンを派手に塗るイタズラする。 特技はバイオリンとピアノで、水野家ではピアノを、校内放送ではバイオリンでを演奏する。 母親は、勉強時間や目玉焼きの食べ方などまでに口出しをする程に過保護・過干渉である。 その後、金八に説得され夜食を作らなかったり、朝起こさなかったりと本人に任せるが、極端になる。 結果、本人は寝坊して、パジャマの上に学ラン、靴下無しとだらしない格好で登校し、時間割まで合わせて来なかった。 |
| 杉浦かよ 藤重麻奈美    |        |                                                   | 泣き上戸で、すぐに涙ぐむ。 |
| 高峰英和 倉田照三      | 同     | 母（鷲尾真知子）                                  | あだ名は「ゴジラ」。 2話で稲垣と倉橋、田口に給食の残飯を鞄に入れられ持ち帰る。 学校での学力テストの偏差値は58(塾では63）。 |
| 田口和代 石井歌織      |        |                                                   | 物言いがキツイ。 8話の期末考査終了後の榊原のカンニング騒動で、梅田と口論になる。 河合からスキーについでに誘ったと言われ激怒する。 |
| 田中一義 萩原聖人      |        |                                                   | 寺尾の授業放棄事件による期末考査直前の自習時間に数回シャックリをしてしまい、自習監督の山津に名前を控えられてしまう。 倉橋に試験の答案をカンニングさせるよう脅す。 卒業後に家族でハワイに行き、日焼けして謝恩会参加。 |
| 谷口健治 森且行        |        |                                                   | 見た目をよく気にしており、特に成瀬と仲が良い。 |
| 辻村美奈 宮島依里      |        | 母（本庄和子）                                    | 人参嫌いで給食の残りを真野から一気食いを強制され、一時的に不登校になる。 新学期早々は、4種類の野菜が苦手だったが、給食の回(2話)の頃には人参だけになっていた。 |
| 鶴田竜一 平良健        | 同     |                                                   | 実家は寺で山田の父の葬儀(11話)と同窓会でお経を読む。 幼馴染の梅田が好き。 貧血で倒れた梅田を介抱しようと身体を触り、女子から非難を浴びられながら嫌われる。 高所恐怖症であり、ナイーブな性格。 荒川の堤防付近の工業用タンクに上って降りれなくなり、金八と梅田、村井に説得されて無事に降りるも、その時に高所恐怖症で怖かった為、失禁をしてしまう。 山田の父が亡くなった際に、金八から葬儀の手配の協力を依頼され、葬儀屋を手配したり、お経をあげたりする。 |
| 成瀬浩二 長野博        |        |                                                   | オシャレに気を遣う。 8話の期末考査初日に理科の考査時にカンペを袖に隠し持ち、カンニングをする。右隣の柿野に見られたが、ばれなかった。 |
| 西村千里 佐川和歌子    |        | 母（木村翠）                                      | 1話のLHRの時間に居眠りをして、金八に注意される。 10話の三者面談前日のHRで、希望高校の見学に行かなかった理由を金八から問われた際に「よく分かんなかったから」と答える。 |
| 野本今日子 林佳子      | 同     | 父（頭師孝雄） 町会役員                           | 実家は野本商事。 6話で父が小料理屋「ぼたん」で山田の尻を触り、翌日に父からの誕生日プレゼントのネックレスを外し忘れて登校し、数学の授業中に田原から叱責されて没収された際に、山田が昨夜の件を暴露する。 |
| 三浦泰久 宝田慎一      |        | 父（出光元） 母（佐々木梨里）                     | 実家は豆腐屋で、3話で穴掘り騒動と飲酒事件を起こす。 分数が理解できないほど勉強が苦手で、保健室で三上から分数の概念をリンゴで教わる。 水野の小学校時代にイジメがあった事を本人から聞く。 SP7で東京農実高校の定時制3次募集にギリギリ合格。 |
| 水野君恵 岸雅          | 同     | 母（後藤加代）                                    | 保健室登校。小5の頃から虐めに遭って喋らなくなった。 3話で自分を探しに来た三浦が、京成本線の荒川橋梁の下で穴を掘って金八に怒られた際に庇う。 11話の山田の父の通夜で受付係を担当し、2学期最後の日に教室に戻る。 SP7で都立高校の合格発表の翌日(3月3日)の夜に三浦と柴田、山田を自宅のひな祭りパーティーに誘う。 |
| 山田裕子 浦明子        |        | 父・太吉（前田吟） 母（立石凉子） 女将:(絵沢萠子) | 父子家庭。小料理屋「ぼたん」でバイト。 父親の事もあってか、基本的に人を信用せず、先生は特に信用していないらしい。 父は三者面談期間に金八が山田家に訪問した翌日にアル中で死去する。 金八に父の死を公衆電話から涙ながらに伝える。 金八は葬儀の時に鶴田がお経を読むシーンが心に残っていると同窓会で発言。 前田吟と前田淳は実の親子であるが役上は無関係。 |
| 和田晴美 太田晴恵      |        | 母（有吉ひとみ）                                  | 5話で梅田が貧血で倒れた時、梅田の身体を触ったという理由で鶴田を責める。 10話の三者面談(真野も同席しているので、実際は四者面談)時に母と口論する。 |
| 渡辺郁恵 浅見奈生      | 同     | 母（前沢保美）                                    | 柿野と仲が良く、度々ノートを見せたり貸している。 そのお礼に9話でチェッカーズのサイン色紙を貰うが、数学の授業中に田原に没収され、「返して下さい」と抗議するものの、「こんなものうつつを抜かしている暇があると思っているの」と一蹴されてしまう。 |

### 座席表
| 畔柳 | 河合 | 石川 | 柴田 | 高峰 |
| 織田 | 和田 | 稲垣 | 山田 | 渡辺 |
| 鶴田 | 谷口 | 加藤 | 柿野 | 成瀬 |
| 田口 | 榊原 | 水野 | 梅田 | 野本 |
| 田中 | 倉橋 | 三浦 | 沢田 | 東   |
| 大竹 | 阿部 | 杉浦 | 辻村 | 西村 |
| 教卓 |      |      |      |      |

## 平成2（1990）年度・松ヶ崎中（SP8）
| 役名           | 演者       | 家族等（演者）                  | 備考                                                                     |
| -------------- | ---------- | ------------------------------- | ------------------------------------------------------------------------ |
| 高村伸之       | 岡田秀樹   | 母（井原千寿子） 姉（大寶智子） | 最初は化粧、その後女装して登校する。 金八と葉山の3人で女装して記念撮影。 |
| 葉山仁史       | 長崎真純   |                                 | ツッパリの格好で登校する。高村とは親友・ライバル。                       |
| その他役名不詳 | 飯田訓子   | 不明                            |                                                                          |
| その他役名不詳 | 飯塚雅弓   | 不明                            |                                                                          |
| その他役名不詳 | 石沢秀明   | 不明                            |                                                                          |
| その他役名不詳 | 伊藤奈穂   | 不明                            |                                                                          |
| その他役名不詳 | 伊藤律子   | 不明                            |                                                                          |
| その他役名不詳 | 井上あさみ | 不明                            |                                                                          |
| その他役名不詳 | 上野亜生   | 不明                            |                                                                          |
| その他役名不詳 | 江口雅     | 不明                            |                                                                          |
| その他役名不詳 | 乙部巨樹   | 不明                            |                                                                          |
| その他役名不詳 | 切田美津子 | 不明                            |                                                                          |
| その他役名不詳 | 栗原絋章   | 不明                            |                                                                          |
| その他役名不詳 | 小林登美子 | 不明                            |                                                                          |
| その他役名不詳 | 清水賢臣   | 不明                            |                                                                          |
| その他役名不詳 | 霜鳥浩昭   | 不明                            |                                                                          |
| その他役名不詳 | 鈴木亜希子 | 不明                            |                                                                          |
| その他役名不詳 | 関根信行   | 不明                            |                                                                          |
| その他役名不詳 | 高橋一大   | 不明                            |                                                                          |
| その他役名不詳 | 高橋守     | 不明                            |                                                                          |
| その他役名不詳 | 塚原靖章   | 不明                            |                                                                          |
| その他役名不詳 | 西口純一   | 不明                            |                                                                          |
| その他役名不詳 | 西村裕美   | 不明                            |                                                                          |
| その他役名不詳 | 藤原恭次   | 不明                            |                                                                          |
| その他役名不詳 | 古田清子   | 不明                            |                                                                          |
| その他役名不詳 | 増谷麻由   | 不明                            |                                                                          |
| その他役名不詳 | 峰岸一則   | 不明                            |                                                                          |
| その他役名不詳 | 吉田潤之祐 | 不明                            |                                                                          |
| その他役名不詳 | 渡辺愛     | 不明                            |                                                                          |
| その他役名不詳 | 渡辺美恵   | 不明                            |                                                                          |

## 平成7（1995）年度（第4シリーズ）
| 役名       | 演者       | 後作品    | 家族等（演者）                                                    | 備考 |
| ---------- | ---------- | --------- | ----------------------------------------------------------------- | --- |
| 石田智樹   | 古屋暢一   | 同        |                                                                   | 裏拳事件の加害者。 文化祭の合唱曲はカエルの歌が良いと言う。 |
| 石築朋子   | 小野寺菜央 | 同卒      | 母:サツキ（上杉二美）                                             | 裏拳事件の被害者。 |
| 伊藤美文   | 宮本ゆか   |           |                                                                   | 実家は中華料理店。台湾国籍で、卒業後に台湾に帰国。 後藤が好き。広島に太刀打ち出来る唯一の人物。 |
| 伊丸岡ルミ | 松下恵     | 7同直卒   |                                                                   | 学級委員。乙女とは公私で交流がある。 文化祭・謝恩会・金八卒業式のピアノ伴奏。 第7シリーズでは椿小学校教諭になっており狩野アミとマドカの担任を務めており、マドカの妊娠騒動で金八と本田に相談する。 |
| 植田浩子   | 井村翔子   |           |                                                                   | 過去に広島の取り巻きだったことがある。受験に落ちてお守りを捨ててしまう。 |
| 大畑享大   | 榎本雄太   | 同        | 父（斉藤暁）                                                      | 実家は大畑不動産。いじめRPGでいじめられっ子役を経験し、いじめの残酷さを知り、桜木を苛めていたことに罪悪感を覚える。 |
| 樫木真穂   | 幸早恵子   | 56同      | 母:祥子（梶三和子）                                               | 授業中にリストカットして自殺未遂騒動を起こす。 伊藤と仲良し。 謝恩会で日下と司会をする。 |
| 北郷哲也   | 坂口剛     | 卒        |                                                                   | 荒川の土手で高橋や豊川と一緒に桜木に暴行を働く。 非常ベルを押し、荒川の土手まで逃げる。 俊足で、桜中の先生や大森に先生や警官になった経緯を聞く。 |
| 日下信二   | 小野寺行哉 | 5同卒     | 父:邦夫(野村信次) 母P:佳子(鷲尾真知子)                            | 開栄補欠合格、東大現役合格。 伊丸岡を「心の母」と慕う。シリーズ終盤の親子ディベートで生徒達から「親も自分達の生徒時代の成績表を見せて欲しい。」の意見が出た際に、母親は「子供にバカにされるのが分かっていて見せる親がいますか!?」と開き直る。 |
| 後藤隆     | 宮崎徳明   | 同卒      |                                                                   | 佐藤の交通事故に責任を感じ、佐藤を毎日送迎する。 |
| 坂田拓也   | 渡辺卓     | 5同卒     | 母(松本じゅん)                                                    | 乙女が好きで率先してスポチャンや荷物持ちをきっかけに近づく。 ラーメン配達で乙女の気を引こうとする杉山と殴合いの喧嘩。 謝恩会では合唱の指揮者を務める。 高校を中退し理容学校に入り直し、実家の理髪店を継ぐ。 5では進路指導の一環の授業で３Ｂに語るも小野寺に髪の毛をいたずらされ、キレて追い回す。 |
| 桜木伸也   | 小池直樹   | 56同卒    | 母:絹子(澤井伽名子)                                               | 軽度の知的障害もしくは発達障害を思わせる言動をするが、作中では特に説明はない。清潔感や学業をネタに苛めに遭う。 風邪を引いて自宅療養していたが、クラスメイトの協力により皆勤賞を受賞。 高校の受験会場に向かう途中で野良犬に遭遇し そのまま犬を追いかけて行ってしまい、当初の予定だった青葉高校の受験をすっぽかす。 野良犬を連れて教室に戻ってきて、金八に「犬の学校に行きたい」と話した。 犬の訓練士養成所に進学、訓練士になる。樫木が通う学校で犬の訓練を披露する。 市川と鈴木(5期生)が好みのタイプ。 |
| 佐藤賢治   | 反田孝幸   | 6同直卒   | 母P:珠子(二木てるみ) 婚約者:中里ミチル 詳細はその他参照           | 学級委員、開栄合格、金八卒業式で司会。 中里とは交通事故の入院中に知り合い、交際に発展。 父と妹の詳細はSP9参照。書籍上では幸作と交友がある。 |
| 佐藤由紀子 | 土屋恵美子 | 同卒      | 母：節子（大井小町）                                              | 面倒見が良く、母と同様に看護師を目指している。金八卒業式時点でお母さんになったことが明らかに。 |
| 菅久美子   | 米澤モモ   | 同卒      |                                                                   | 阿部が好きで日記に亀戸天神で初詣デートしたと妄想を書く。広島と不仲。金八卒業式時点でお母さんになったことが明らかに。 |
| 菅原東子   | 神保良美   |           |                                                                   | 返事を「ハイハーイ」と2回する癖がある。桜木皆勤賞作戦では3回返事をした。 文化祭の合唱で指揮者を務める。 高校入試推薦合格後、田上と一緒にカラオケで大騒ぎをして北に補導される。 |
| 杉山修一   | 佐々木卓馬 | 56同8直卒 | 父:修造(沼田爆) 母:トシ(片岡富枝)                                 | 実家は「満腹亭」。ねぎラーメンと餃子が名物。 乙女が好きでラーメンと餃子を自腹で配達。 卑怯だという言いがかりで坂田と殴合いの喧嘩に。 三者面談で母と一緒に頭を下げるが金八に断られる。 第5シリーズでは飲食店体験学習で3Bを指導する。 第6シリーズで遠藤と口論になるが、後輩でもある桜田友子と一緒に夜回隊に参加。 第7シリーズは未登場。 第8シリーズでは金八に「乙女をお前の嫁にやればよかった」と言われる。                                                                                             |
| 鈴木芙美子 | 小村さち子 | 同卒      |                                                                   | 菅と親しい。イジメを受けた経験がある。 |
| 高鳥よし江 | 水間ちづる | 57同卒    | 父（新冨重夫） 母:文枝(高柳葉子)                                  | 金八が高島と読み間違える。広島と仲良し 第5シリーズで大学再受験し、第7シリーズで小学校養護教諭になっている。 第7シリーズで性教育人形を本田に託す。 |
| 高橋宗和   | 酒井寿     | 卒        | 母:伊津(夏川さつき)                                               | 荒川の土手で北郷や豊川と一緒に桜木に暴行を働く。 面接練習の際に顔で芸をし、叱責される。 |
| 高畑優     | 久我未来   | 同卒      |                                                                   | 裏拳事件の被害者。 クラスで唯一のロン毛男子。 普段の私服は派手なものが多い。 |
| 田上容子   | 渡部はるか | 同卒      |                                                                   | 高鳥と不仲。一部の回では田下と表記あり。 高校入試推薦合格後、菅原と一緒にカラオケで大騒ぎして北に補導される。 卒業証書の受け取る手の順番を間違える。 |
| 種田ひろみ | 植村さやか | 卒        | 父(松澤一之)                                                      | 実家は魚屋「うおてる」。 潮田高校見学時、川口に恋をする。 花粉症と知らず花を持参し迷惑をかけた責任を感じ薬を用意するが 恋人がいると言われフラれる。 父は「今でもその程度」と容姿を侮辱。それでも負けじと白馬の王子様を探す。 |
| 豊川康     | 若菜大輔   |           | 母:チエミ(前沢保美)                                               | 小学生時代は高畑と共に虐められていた。 荒川の土手で北郷や高橋と一緒に桜木に暴行を働く。 桜木を苛めていたが本人は仲良くしているつもりだった。いじめRPGの回でそれを石田に指摘され金八にも諭され改心、以後本当に親友になる。 桜木が高校受験をすっぽかしたことで責任を感じ坊主頭になる。 |
| 鳥谷真一   | 中江太     | 同卒      |                                                                   | 広島が好きで、みんなの前で告白する。 桜木皆勤賞作戦時、椅子に説教をする。 |
| 能登剛     | 服部圭介   | 卒        | 祖父:正之(歌澤寅右衛門)                                           | 実家は鼓の家元。ガリベン。語尾に「以上」を付けるのが口癖。 |
| ★広島美香  | 小嶺麗奈   | 67同直卒  | 父:洋一郎(春延朋也 →須永慶・16話) 母:沙耶(寺田路恵) 兄:勇(金子賢) | 最重要生徒。 入試で厚化粧して乗り込む。ボス的存在だが 兄の素行不良や両親の離婚等で家庭崩壊に追い込まれる。 卒業生代表、金八卒業式で司会進行。 兄は宮沢を恐喝、美香のSOSで広島家を訪問した金八に帰り際叱責を受け、卒業式では自身が参列。2年時の担任にヤリマン呼ばわりされていた。 |
| 藤岡美智子 | 重光絵美   |           |                                                                   | 小3までドイツに在住。謝恩会入場曲指揮者。卒業式で制服のボタンが外れていた。 |
| 蓑田紀美   | 藤田瞳子   | 56同直卒  | 母P:友紀(水木薫) 母子家庭                                         | スーパーさくらの万引騒動で、北に叩かれる。また、久し振りの消しゴムを触っている時に、取る気は 無かったが、楓中学の生徒が騒ぎ出した為、そのままポケットへと入れてしまう。 2年時に体罰を受け不登校に。 実家は美容室「サロンミノタ」 母は宮沢への苛めを山田麗子に相談する。 宮沢におでこにキスされる。 |
| 宮沢歩     | 橋本光成   | 5同       | 父:保(鶴見辰吾) 母P:雪乃(杉田かおる) 1期生中三の父母              | 名前は両親の希望により、金八が命名。 蓑田とは保育園の頃からの幼馴染。 スーパーさくらの万引騒動で、北先生に叩かれる。また、蓑田がうっかり持ってきてしまった消しゴムを 荒川へ投げ捨て庇う。 「宮沢に近づくと妊娠する」と苛めにあう。 父の保に説得され、閉ざしていた心を開いて金八と向き合うようになる。 高校卒業後は米国留学し現地の人と結婚。 息子が生まれFでは桜中学入学予定と発表。 |

- 第5シリーズから第7シリーズまで、第4シリーズから第6シリーズまでの元3Bの3名が金八の補佐役として後輩3Bの授業に参加。
- SP9は北郷と伊藤以外全員、宮沢は第1・2シリーズとSP一・四・六にも出演（杉山は父母も第5シリーズに出演）

### 座席表
| 杉山 | 坂田   | 大畑   | 石田   | 高橋 |
| 樫木 | 蓑田   | ★広島  | 高鳥   | 菅   |
| 後藤 | 宮沢   | 豊川   | 佐藤賢 | 鳥谷 |
| 伊藤 | 伊丸岡 | 佐藤ゆ | 鈴木   | 藤岡 |
| 北郷 | 高畑   | 能登   | 桜木   | 日下 |
| 田上 | 石築   | 種田   | 菅原   | 植田 |
| 教卓 |        |        |        |      |

#### その他
| 役名       | 演者     | 所属      | 備考 |
| ---------- | -------- | --------- | --- |
| 坂本乙女   | 星野真理 | 1年       | スポチャン同好会参加。3B男子にモテる（特に杉山と坂田）。 詳細は坂本家参照 |
| 西岡育子   | 野口良子 | 1年       | 乙女の友人、スポチャン同好会参加。 |
| 登立ひろみ | 小林由貴 | 1年       | 乙女の友人、スポチャン同好会参加。 |
| 村野町子   | 多田葵   | 2年       | スポチャン同好会の入部希望を出すが3Bの専売特許と断られたので金八に密告し 参加可能になる。 |
| 吉田一郎   | 加藤史典 | 1年       | スポチャン同好会の入部希望を出すが3Bの専売特許と断られたので金八に密告し 参加可能になる。 |
| 加藤松八   | 松村邦洋 | [ 7 ]     | 北に「廊下を走らない」と注意された。 |
| 川口正人   | 秋山純   | 潮田高1年 | 案内人、猿楽町 (千代田区)在住。 |
| 大内玲子   | 田中規子 | 潮田高2年 | 桜中OG、テニス部員だった。 |
| 村田康江   | 大村彩子 |           | 幸作の友人でスポチャン仲間。 |
| 君枝       | 平山美花 |           | |
| 中里ミチル | 岡本綾   | 2年       | 急性リンパ性白血病で入院中に佐藤と知り合う。17回の入退院を繰り返し完治。 その後、大学に入学し佐藤と交際を得て婚約。卒業後に結婚予定。 佐藤の招待と金八の了承を得たので謝恩会にも参加し、第6シリーズにも出演。 |

## 平成9（1997）年度（SP9）
| 役名     | 演者     | 家族等（演者）                                                     | 所属 | 備考 |
| -------- | -------- | ------------------------------------------------------------------ | ---- | --- |
| 坂本乙女 | 星野真里 | 父:金八 （武田鉄矢)                                                | 3-B  | 晴海総合進学、金八は2-B担任、詳細は坂本家参照。 |
| 坂本幸作 | 佐野泰臣 | 父:金八 （武田鉄矢)                                                | 1-B  | 担任は岩崎。ヒロシに付き添うためフリースクール「風」に出入りする。 早退届を無断提出したり、授業抜け出す。詳細は坂本家参照。 |
| 佐藤良美 | 鈴木瑛子 | 母:珠子 （二木てるみ） 父：友則 （萩原流行） 兄：賢治 （反田孝幸） | 2-B  | 欠席が多い。国井に自殺予告の電話をする。 父の会社は倒産、母は酒浸りで夫婦喧嘩が絶えなかった。 父は社内誌作りの経験を生かし友人の杉田（北見敏之）を頼り 『週刊ホープ』の出版社に再就職するが記事が上品すぎると酷評される。 記事を見た賢治は明日からバイトして大学に行かないで就職すると主張し初めて父と喧嘩。 |
| ヒロシ   | 表記なし |                                                                    | 風   | 幸作の友人で不登校。フリースクールに通うが馴染めず、幸作が付き添う。 |
| 東ともみ | 表記なし | 父: （小林すすむ）                                                 | 1-A  | 母は地域教育協議会に参加。 父は「セントラルラジオ」勤務で呼びかけを桜中に提案。 第5シリーズでは3-Aか3-Cに所属。 |

## 平成11（1999）年度（第5シリーズ・SP10）
| 役名・演者            | 後作品              | 家族等（演者）                                                                    | 備考 |
| --------------------- | ------------------- | --------------------------------------------------------------------------------- | --- |
| 阿部カオル 中山史奈   |                     |                                                                                   | モーニング娘。を唄い、金八に叱責される。 文化祭は太鼓奏者。ローラーブレードで登校する戸田と衝突しそうになり激怒。 |
| 市川雅子 永山まり     | 6同卒               |                                                                                   | 鈴木と仲良し、桜木の好みらしい。 甲子園のサイレンのモノマネが得意。 |
| 市村篤 内田祐介       | 6                   | 母:友恵 (木村理恵)                                                                | 開栄合格、平吹が好きでブラジャーの匂いを嗅いだ件で兼末に脅され、中野に葬式花と知らずに届けさせられ、罪の意識に悩まされ不登校となる。 自ら平吹にブラジャーのことを話し、許しを得て、復学するように説得。 後に自ら謝罪に赴き和解。大西の一件では自ら申し出て兼末らと共に体罰を受け、金八の辞表撤回を保護者会に申し出る。 ピアノが得意。ツーリングを気に入る。 |
| 入船力也 西原幸男     | 6                   | 母:クニ子 (上杉二美)                                                              | 実家は入船工業。短気で力が強いが根は良い。校舎の硝子を割り弁償する。 坂本とは仲が良いが中野への暴行を止めようとした坂本を中込と共に妨害する。 毎日朝早く登校し、デイセンターの掃除をする。 SPでは空き巣容疑で警察に追われ、校舎の硝子に突っ込み搬送される。後に疑いは晴れた。 |
| 太田アスミ 森下加奈   | 6同卒               | 母:昌江 (柴田理恵)                                                                | 芸能人希望。「んだよ」が口癖。帰宅せずに深川・中込・比留間の家に宿泊 3人は性行為は拒否し、彼らの母親と寝る 本田の渾身の性に関する愛の授業で涙する。 落合とは机をくっつける仲、一時期、仲間割れするが最終回で仲直り。 卒業後、芸能関係の学校に入る。 |
| 落合加奈恵 中島由香里 | 6同卒               |                                                                                   | 太田と二人で一人（7話で仲違いするが、最終話にて仲直りした） 塩沢が好きで受験をほったらかしてまで付きまとう。 ラーメン屋研修で暴言を吐き、杉山を怒らせる。 天然な性格だが怒ると言葉遣いが悪くなる。 卒業後は両親の都合で北海道に引越しするが6では帰ってくる。 |
| 小野寺良輔 香川佑太朗 | 6同卒               | 祖母:エイ (宮内順子) デイセンター 利用者                                          | 発達障害、入船、坂本と共に年配者を大事にする。 通称デラ。漢字が書けなかったが、卒業前に自分の名前を漢字で書けるようになった。 将棋が得意、単位制高校進学。 大西が重傷を負った際、塩沢に怒りを爆発させるが後に和解。 |
| 加藤バーバラ 大山千穂 | 6同                 | 母(米国人):アニタ (シェリー・スゥエニー)                                          | ハーフ。空手部員。文化祭は一輪車で登場。 小6時に青山で雑誌モデルにスカウトされ掲載中。 過去にカンニングがばれて兼末に脅されていた。 |
| ★兼末健次郎 風間俊介  | 67同F卒             | 父:栄三郎 (秋野太作) 母:麻美 (田島令子) 姉:裕美 (小西真奈美) 兄:雄一郎 (須藤公一) | ボス。空手部。開栄合格(入学金未払いで合格取消) 家庭問題で心を病み、同級生の弱みに付け込み巧妙な虐めを仕掛ける。 中野が心を病み、大西が重傷を負ったことで金八から体罰を受け、他の生徒は自ら金八の前に出たことに対し、兼末は主犯だった為日野によって無理矢理金八の前に突き出された。 同級生達から一時敬遠される。揉み合った母と兄の仲裁をしようとした際、誤って母をナイフで刺し警察に連行され無罪判決を受ける。 卒業式は校長室で行うこととなったが、全員にこれまでの振る舞いを心から詫びて和解。 お別れ会はソーラン節を提案し、市村や桜田の賛同を得る。 青嵐高校、東大現役合格を経て小学校教諭。Fでは景浦を乗用車で助ける。 姉をスキー中の事故で亡くしている。 |
| 小松由佳 高徳美絵     | 6                   |                                                                                   | 花屋研修。出席をとる時、小野寺に存在を忘れられていた。 高齢者疑似体験がうまくいかず「年を取ったら自販機を使わない！」と怒る。 阿部と共にローラーブレードに乗った戸田と衝突しそうになり激怒。 家庭科の授業で栄養が偏っているのが判明した。 |
| 佐伯蘭子 金田美香     | 6同                 |                                                                                   | 学級委員。小野寺の面倒を見る。 何かと「私が学級委員なのに…」と責任感の強さを表す。 中野暴行の際は先生を呼ぼうと職員室へ向かおうとするが桜田に止められる。 山岡とともに「レインボーハウス」に出入りする。 |
| 桜田友子 小高早紀     | 67同卒              | 父:勝男 (木場勝己)                                                                | 実家は鳶職「櫻組」。男勝りな口調で話すことが多い。 百人一首に詳しい。体罰で自責し辞めようとする金八にビンタを浴びせ説得。 卒業後、小田切に佐伯と間違えられる他、6では先輩でもある杉山修一や桜組の組員と一緒に夜回り隊に参加する。 |
| 塩沢好太 森雄介       | 6同                 |                                                                                   | 悪ふざけで大西に暴言を吐いた挙句、突き飛ばして怪我をさせ責任を感じ、自殺未遂を起こし金八達に助けられ金八の辞表問題解決後に謝罪に行き和解。 入試時に他校生と喧嘩になりかけるが落合が止める。 |
| 鈴木サオリ 佐々木恵理 | 6同                 | 父:文吉 (小宮孝泰)                                                                | 介護士志望、桜木の好みらしい。 高校入学後に担任と同級生から苛めにあうが、金八と元3Bの支えで立ち直る。 |
| 関恵美 木舘雪恵       | 6卒                 |                                                                                   | 空手部、暴走する入船を一発KO、瞬時に葬式花と見抜く。 青嵐高校入学後、学業についていけず中退を考えていたが幸作の励ましで思いとどまる（第6シリーズでは継続して登校している）。 |
| 田口三郎 佐々木仁     | 6同卒               |                                                                                   | 入船の暴走を唯一止められる人物。モテるらしい。 文化祭のソーラン節ではギター演奏。 入船、小田切、渡辺と共に荒谷二中の不良3人と口論する。 |
| 戸田幹洋 本橋卓朗     | 6同卒               |                                                                                   | 元々は影が薄く、目立たない地味な存在であったために金髪にしていた。 7話で黒髪にしローラーブレードで登校。 深川、日野と共に中野に蹴りを浴びせる。 兼末に脅されていたが大西の件で告発し決別した。 日野と比留間と一緒に授業中アダルト画像を出して渡辺を困らせる。 役を演じた本橋は現役高校生だった為、毎日黒スプレーをかけて通学していた。 |
| 中込祥夫 平野良       | 6同直卒             |                                                                                   | 横分け。文化祭で田口と共にギター演奏。 塩沢と「渋谷で北が援助交際していた」と勘違いし告発した。 中野への暴行を止めようとした坂本を入船と共に妨害する。 過去に万引きをし、兼末に見られ脅されたことがある。 |
| 日野敬太 片山雅彦     | 67同卒              | 母:千代 (鷲尾真知子)                                                              | 空手部員。兼末に脅され悪事をさせられていたが、 大西の件で脅されたことを最初に金八に告発した。 深川、戸田と共に中野に蹴りを浴びせる。 金八、比留間と共に塩沢を自殺から救う。 兼末が逮捕されたことを喜ぶが、金八から事情を知らされた後、和解する。 戸田と比留間と一緒に授業でアダルト画像を出して渡辺を困らせる。 森山と同じ高校へ進学するも中退。通称ヒノケイ。 |
| 平吹有里子 金井愛砂美 | 6                   |                                                                                   | ブラジャーの件で不登校になるも市村の説得により復学。 市村が好き。ダンスが得意。ブラジャー騒動で一時渡辺に嫌悪感を抱いていた。 |
| 比留間和憲 小川一樹   | 67同卒              | 父:彰憲住職 (大門伍朗)                                                            | 実家は寺。通称ヒルマン、「なぁなぁなぁ」が口癖。 ムードメーカー。大西の件では「ナンマイダ」とからかう。 金八、日野と共に塩沢を自殺から救う。 戸田と日野と一緒に授業でアダルト画像を出して渡辺を困らせる。 |
| 深川明彦 亀梨和也     | 6F                  | 母:雪江 (前沢保美)                                                                | 第1話冒頭で中野に体罰され逆上し3Bで最初に中野に暴行する。 当初は小野寺を邪険に扱う。 実家は寿司屋 大西の一件後、孤立した兼末にカツアゲをする。一人旅をし野宿する 中野の発言によると喫煙しナイフとエロ本を持参していた模様（本人は否定） 野宿の件から金八を信頼し、兼末以外では最初に中野への謝罪を決意した。 |
| 松岡敏江 清水沙映     | 67同直卒            |                                                                                   | 朝の読書内容を受験面接で発表して合格。 中野暴行の際は室岡と共に踊りながら面白がっていた。 兼末に弱みを握られ、脅されていたうちの一人。 |
| 室岡美佳子 浅井美歌   | 6                   | 母(五味多恵子)                                                                    | ギャル系、花屋研修、紫蘭女子高進学。「ミカちゃん」と呼ばれている。 松岡とは親友。10分間読書で涙することもある。 役者の浅井は九で佐藤良美の同級生で出演している。 |
| 茂木照孝 長田雄一     | 6                   |                                                                                   | 進路希望アンケートで「有名になりたい」と書き、金八を困らせる。大西をからかうが、直後大西が怪我をする事件にショックを受ける。 兼末の孤立後、登校中に彼とすれ違い「よく学校に来れるな」と嫌味を言う。 |
| 森山慶貴 桑原朋宏     | 67同卒              | 母:綾子 (うつみ宮土理)                                                            | 通称・ガリベン、米田が好き、 何かと「僕には関係ない」と言って逃げ道を作る。 兼末に道政の車に石を投げつけたことをなすりつけられる。 開栄不合格で定時制進学。 定時制の入試で年上の提灯職人の息子と親しくなる。 市村と一緒にベンチャー企業を立ち上げる。 |
| 安井ちはる 岡あゆみ   | 67同直F卒           | 父(柴俊夫) 病院長                                                                 | 実家は安井病院を経営。ファイナルでは看護師。 兼末・坂本とは幼馴染で、兼末が孤立した際は彼を案じる。 兼末が好き。花屋研修。 |
| 山岡修三 古川和彦     | 6同卒               |                                                                                   | 学級委員、レインボーハウスに通う 中野暴行の際は兼末達を止めようとするが田口に妨害される。 |
| 山田邦平 五十畑迅人   | 6同                 | 父:邦雄(岡本信人)                                                                 | 持病持ちであり、途中で倒れるも入院して完治。 中野を追い詰め、大西を負傷させた件をクラス全員の責任と受け止め、 兼末や市村らとともに志願して金八に罰を受ける。卒業生代表。 |
| 米田真規子 倉沢桃子   | 6卒                 |                                                                                   | 文化祭のソーラン節ではダンスチームでタップダンスを披露。 思いやりがあり、開栄高校に落ちた森山を説得。 |
| 坂本幸作 佐野泰臣     | 12一卒を除く 全作品 | 父:金八 姉:乙女                                                                   | 父親の金八が3年B組担任就任に伴い、3年C組に移動。 安井が好き、兼末を支える。卒業式後は3年B組の一員として集まりに参加している。 詳細は坂本家を参照。 |

- 6期生・7期生ともソーラン節等を通して交友がある。
- このシリーズから第7シリーズまで、教室の右から2列目4番目が男子最重要生徒、右から3列目4番目がムードメーカー男子生徒、右から4列目2番目が小柄男子生徒の席として固定された。
- 第5シリーズから第7シリーズまで、第4シリーズから第6シリーズまでの元3Bの3名が金八の補佐役として後輩3Bの授業に参加。
- 阿部は第6シリーズ、落合はSP10に未登場。

### 座席表
| 入船   | 田口   | 中込 | 塩沢  | 茂木 | （坂本） |
| 鈴木   | 安井   | 桜田 | 松岡  | 室岡 | 室岡     |
| 比留間 | 山岡   | 日野 | ★兼末 | 市村 | 市村     |
| 加藤   | 市川   | 佐伯 | 太田  | 落合 | 落合     |
| 戸田   | 小野寺 | 深川 | 山田  | 森山 | 森山     |
| 平吹   | 米田   | 阿部 | 小松  | 関   | 関       |
| 教卓   |        |      |       |      |          |

### その他
| 役名       | 演者         | 所属 | 備考                                                                 |
| ---------- | ------------ | ---- | -------------------------------------------------------------------- |
| 梅原ミツオ | 歌澤寅右衛門 |      | 梅原(1期生)の爺さん。 文化祭で小野寺エイと三味線でソーラン節に参加。 |
| ハムレット | 荻野嘉一郎   | 3-A  | 文化祭の英語劇に出演。生徒名は演者と同じ                             |
| オフェリア | 江口慎典     | 3-A  | 文化祭の英語劇に出演。生徒名は演者と同じ                             |
| 寺沢ムツミ | 中田優子     |      |                                                                      |
| 山本百合子 | 高木理子     | 2年  | ボランティア部員                                                     |
| 叶陽子     | 川品雅子     | 2年  | ボランティア部員                                                     |
| 牛山清志   | 藤沼豊       | 2年  | ボランティア部員                                                     |
| 小川ミイ子 | 飯島美和子   | 2年  | ボランティア部員                                                     |
| 奥村ヒロ   | 中村麻希子   | 2年  | ボランティア部員                                                     |

あらくれ3人衆（金子一也、河原二郎、若山三郎）
演 - 秋元三佳、大竹博之、斉藤勝俊
荒谷二中の3年生の不良3人組。太田から誘惑されるが小田切や大森の邪魔が入る。小田切に桜中学3-A、3-B、3-Cを名乗ったが小田切が桜中の教師だった為にすぐに嘘だとバレ、大森から荒谷二中生だと言われる。
戸田が黒髪に戻した後に初登場するが、以前に髪を染めていた戸田を目撃している。スーパーさくらの前を散らかしたことで道政明子にも叱られ、威圧負けしている。他の先生らの前では非常にガラ悪く言葉使いも乱暴だが、金八や服部の前では敬語を使う。金八を慕って桜中学に転校を希望するが断られ、デイサービスの手伝いの後、フリースクール「風」に通うことになるが、子供の面倒見が良く子供たちと荒っぽく沢山遊んでくれることから、風の不登校児が減るきっかけになり、服部に「カワイイもんだよ」と言われる。当初は「子守かよ」とぼやいていたが、風を気に入り「荒谷二中には戻りたくない」とまで発言している。

## 平成13（2001）年度（第6シリーズ）
| 役名・演者            | 後作品   | 家族等（演者）                                                                                         | 備考 |
| --------------------- | -------- | --- | --- |
| 青沼美保 本仮屋ユイカ | F卒      | | 学級委員、活発で率先してクラスをまとめようとする。 いつも小堀を後押しする。 Fではホテルの結婚プランナー 乙女の結婚式の司会進行等全てを担当。 |
| 赤嶺繭子 佐藤めぐみ   | F卒      | | 最重要生徒の成迫を最も気に掛けているヒロイン。英語が得意。 転校してきた成迫を山田と共に逸早く受け入れ、成迫と相思相愛になる。 問題を抱えた成迫を最も心配する。 成迫の姉に面影が似ており、成迫に最も影響を与えた生徒である。 前半と中盤以降で性格が変化しており、前半では軽快な性格であったが、成迫と深く関わるようになってからは冷静で芯の強い性格へと変化している。 また交友関係にも変化があり、前半は学級委員の青沼・小堀等と同じグループだったが、中盤以降は成迫・山田・信太・今井・長澤と同じグループになっている。 成迫の自宅で成迫の受験勉強を山田と共に支えた。 |
| 今井儀 斉藤祥太       | 直F卒    | 父：克治（赤塚真人） 母：加代（梅沢昌代） 兄：武（白川峻）                                             | 実家は惣菜屋。 前半は家庭内事情から窃盗等をしていたが、物語が進むに連れて更生し、成迫・赤嶺・山田・信太・長澤と仲良くなり、同じグループになる。 薬物中毒の兄による火事事件で金八・成迫・信太・長澤らに助けられる。 前半は鶴本と敵対し、北村と仲が良かったが、物語が進行するに連れて鶴本の事情を理解するようになり、鶴本や成迫に味方して北村と敵対するようになる。 前半で自身の窃盗を目撃した江藤を恫喝するが、自らの過ちを改め、江藤の再登校時には起立して祝福した。 登校途中に陣痛に苦しむ小椋を道政の車で自宅まで送る。 |
| 江藤直美 鈴田林沙     | 7同卒    | 母:千鶴子（谷川清美）                                                                                  | 大人しい性格で弱者に優しい。 鶴本に憧れるが同性愛者ではない。 小学校時はいじめに遭って不登校だったが、中学に進学して同級生が変わった事で登校するようになる。 木村一派にレズ呼ばわりされて不登校が再発し、安井病院の院内学級に通う。 その後に父親が自殺未遂で入院した木村に寄り添い、木村から謝罪され、木村は自らの一派を抜けて江藤と親友になる。 今井の窃盗を目撃した事で今井に恫喝されるが、再登校時に自らの過ちを改めた今井から祝福された。 成迫を馬鹿にした北村に怒りを示し、北村に椅子をぶつけられた木村に駆け寄る。 |
| 笠井美由紀 高松いく   | 7同卒    | 母:里枝（重田千穂子） 弟：淳（7期生）                                                                  | 小林昌義が好きで想像妊娠する。弟だけでなく、兄と姉もいる。 第7シリーズでは薬物を金八と大森に提出。 |
| 風見陽子 中分舞       | 同       | | ガリベン、近藤の励ましもあり開栄合格。千田の唯一のお気に入り。 開栄合格の報告の際、メイクをする。 |
| 嘉代正臣 佐々木和徳   | 同卒     | | 本田の彼氏。通称カッシー。 「ずっと緑山に行きたかった」と本田の潮田の誘いを断り一時期、不仲に |
| 北村充宏 川嶋義一     | 7卒      | 母子家庭                                                                                               | おネェ系。 木村一派。他の木村一派メンバーと共に江藤や成迫を攻撃する。 7話でバイである事を公表しており、好きな男子生徒は平八郎。 木村と一緒に日舞教室に通っていた。 18話で成迫の過去を穿り返した事で鶴本・江藤・赤嶺・山田・信太・今井・長谷川賢・木村ら成迫一派を激怒させるが、女子の鞄持ちをしたりオカマと馬鹿にされていた日頃の溜め込んだ鬱憤が爆発し、激昂して教室で大暴れした。 人格が男性で体が女性の鶴本とは対照的な存在であり、人格が女性で体が男性である。また成迫・鶴本・江藤等とは非常に不仲。 最後まで鶴本を敵視し鶴本が女である事を証明してやろうと目論むが、金八と本田の必死の説得により思いとどまり、自分が鶴本と同じ男性である事を認識し、最終的に鶴本と和解し、男同士として親友になる。 通称ミッチー。他校生からは「オカマのミツコ」と言われている。                                                                      |
| 木村美紀 森田このみ   | 7同卒    | 母:良江(東佳代子)                                                                                      | 木村一派ボス。 かつては江藤や成迫を苛めていたが 父の自殺未遂の際に病院へ食事を差し入れし 付き添ってくれた江藤に謝罪し仲良くなる。 これを機に木村一派ボスの座から外れ、 北村達からハブられる。 鶴本と北村が大喧嘩した際、鶴本を庇い怪我をする。 7では信太と山越と共にソーラン節を馬鹿にした態度をとる狩野に激怒する。 |
| 小堀健介 佐藤貴広     | 同卒     | | 学級委員、手品が得意。あだ名はコボ。 気の強い青沼にいつも後押しされる。 鶴本と北村の大喧嘩で北村を3Bの生徒や大勢の先生方（金八も含む）の前で平手打ちをする。 |
| 近藤悦史 杉田光       | 同       | | ガリベン 金八曰く、「市役所の主任っぽい」ということからあだ名は主任。 事あるごとに金八の発言に「教師たるもの…」という。 「平家物語」を読むときに陰陽師みたいと金八にからかわれる。 風見に助言送り受験時に距離を縮める。 お別れ会の際に風見にラブレターらしき物を手渡している。 |
| 笹岡あかね 平愛梨     | 7同直F卒 | | 長谷川賢の彼女。鶴本が男である事を知るまで恋のライバルとして意識していた。 平慶翔は実弟だが園上征幸とは役上無関係。 |
| 下田江里子 須堯麻衣   | 同卒     | 母:満江（鷹家昌子）                                                                                    | 木村一派、パラパラが好き。 |
| 榛葉里佳 住吉怜奈     | 7同卒    | | 木村一派 北村と一緒に成迫の過去を穿り返す。 森田と共に大森をバカ呼ばわりして転ばせて逃げる。 |
| 菅俊大 途中慎吾       | 7同卒    | | 愛称はスガっち。 太鼓が得意。女癖が悪い。 しかし友情には厚く、高校入試会場で他校の生徒に「桜中学」の名前を出しトラブルになる。 |
| ★鶴本直 上戸彩        | 7        | 父:祐介（藤岡弘） 母:成美（りりィ）                                                                    | 最重要生徒2名のうちの一人。 卒業生代表。性同一性障害であり、男子生徒であるが体は女性。 後半までは5期の兼末と同じく素直ではない屈曲した一面があった。 モデルは虎井まさ衛。 「イエスタデイ」「トゥモロー」という匿名で長谷川賢と男友達としてメル友になる。 後半で北村との殴り合い時に、男性である事を3Bに告白し、3Bの男子生徒達から男友達として温かく迎えられた。卒業式では男子生徒として参加し、答辞で千田による金八の異動を暴露した。また5期の兼末健次郎とも面識があり、卒業式での千田への抗議では兼末・成迫と協力した。 |
| 長澤一寿 増田貴久     | 7F卒     | 母:佐知子(阿部朋子)                                                                                    | 夢はツール・ド・フランス､自転車で新聞配達している。 一時期、自転車が行方不明に 今井の火事以降、成迫・赤嶺・山田・信太・今井と仲良くなり、同じグループになる。 卒業式では鶴本を批判した千田から卒業証書を強引に奪い取る。 |
| ★成迫政則 東新良和    | 同直F卒  | 父:政之(佐戸井けん太) 姉:登美子(上原千夏子) 祖母:菊乃(志賀眞津子)                                      | 最重要生徒2名のうちの一人。小学生時より金八とは父親を通じて知人だった。 赤嶺と相思相愛。 静岡から転入。7期の丸山と境遇や物静かな性格が似ており、父親は友田勉殺害で服役中、母親は幼少期に死去、姉は集団強姦致死事件に巻き込まれ死去、祖母は痴呆症。また丸山と同じく物語が進むに連れてクラスに溶け込んでいく。 池内友子が保護者代理。 週刊ジャーナルに嘘の供述をした安岡に記事訂正を求めるが、ナイフを持った安岡に向かっていった事に激怒した金八に殴られる。 赤嶺・山田・信太・今井・長澤・長谷川賢と親友になり、週刊誌事件では彼らに守られた。 5期の兼末兄弟とも面識があり、兼末雄一郎は週刊誌事件で成迫の味方になる事を伝え、兼末健次郎は安井病院で成迫と会話し、卒業式の千田への抗議では成迫・鶴本と協力した。 8話では木村一派に攻撃された事に激怒し、木村一派を凄まじい迫力で圧倒する。 Fでは長谷川法律事務所の弁護士で景浦に勉強指導。 |
| 信太宏文 辻本祐樹     | 7同F卒   | 父:浩造(松澤一之) 実母:平沢町代(金久美子) 義母:妙子(ひがし由貴) 8は江藤みどり 義妹:エリカ(中村侑希子） | 関西弁で遅刻の常習者、実家は信太製作所。 タコ焼きが好物。 今井の火事以降、成迫・赤嶺・山田・今井・長澤と仲良くなり、同じグループになる。 鶴本とは前半から男友達として仲が良く、鶴本が最初に心を開いた生徒でもある。 両親は途中で離婚、父は従業員の山口(頭師孝雄)の勧めで妙子と再婚。 妙子のエリカ虐待に悩まされている。 苦しい家庭環境のために乾に子供が産まれた際「子供が可愛いのは最初だけだ」と言ってしまう。 「自分がいない方が…」と投げやりな態度をとり、鶴本にビンタされる。 山口から「ぼん」(関西弁で「坊っちゃん」を意味する)と呼ばれている。 実家を出て母方のアパートで暮らす。 7期では木村・山越と共にソーラン節を馬鹿にした態度の狩野に激怒したが、狩野のセンターと丸山のバク宙を容認した。 |
| 長谷川賢 加藤成亮     | 7F卒     | 父:清史（中島久之） 母:紹子（小川よりこ）                                                              | 通称ハセケン。ボス。相手が誰でも毅然とした態度で立ち向かう。父親は弁護士。自身も弁護士に。 成迫と鶴本の事を父に相談する。 木村の父の自殺未遂を笑い話にする北村に激怒する。 笹岡の彼氏である。物語中盤、鶴本とHNで正体を知らずに連絡を取り合っていた。 Fでは成迫ら同期生数名で景浦に勉強指導。 |
| 長谷川奈美 中村友美   | 同卒     | | 実家はたこやき屋で信太が買いに来ている。 本田と仲良しで出会い系サイトをする。 ダンスが好き。 |
| 馬場恭子 金沢美波     | 7同直卒  | | かあさん。得意技はボディプレス 7でソーラン節を指導。 |
| 星野雪絵 花田亜由美   | 7卒      | | 口癖は「ダイエット」、赤嶺と共に山田の面倒を見る。 彼女だけ金八から「ちゃん」付けで呼ばれている。 |
| 本田奈津美 谷口響子   | 同卒     | 母（秦由香里）                                                                                         | 嘉代の彼女。嘉代の緑山入学を引き留め、潮田に誘うも断られ一時期、不仲になる。 出会い系で斉田（野添義弘）に拉致未遂。 |
| 前多平八郎 田中琢磨   | 7同直卒  | | 長谷川賢と笹岡とは幼馴染で仲良し。 いつもおにぎりを食べている。文化祭ではソーラン節をやりたいと発言。 |
| 森田香織 松本真衣香   | 7同卒    | | 木村一派 榛葉と共に大森をバカ呼ばわりして転ばせて逃げる。阿波踊りが得意。 7期ではソーラン節を最重要生徒の丸山と長坂に指導していた。 |
| 安原弘城 竹沢正希     | 同卒     | | 照れ屋で常に笑顔。 金八のお説教で涙を流すこともある。 |
| 山越崇行 中尾明慶     | 7同直F卒 | 母:昌代（和泉ちぬ）                                                                                    | あだ名はチュー。赤嶺に懐いており時折山田に嫉妬する。ハンガーマップをハンガーマックと聞き間違える。 事あるごとに金八に絡む。 説教してきた大川をクソババア呼ばわりする。 大森にひったくり犯人と疑われる。 ケナフを切るとき誤って指を切り怪我をする。 7期では身長が伸び、短気な性格に変わっていた。 |
| 山田哲郎 太田佑一     | 同卒     | | 通称てっちゃん、テツ。発達障害。 転校してきた成迫を赤嶺と共に逸早く受け入れ、親友となった。 今井の火事以降、成迫・赤嶺・信太・今井・長澤と仲良くなり、同じグループになる。 成迫の自宅で成迫の受験勉強を赤嶺と共に支えた。 山越とは不仲。 常に知恵の輪を所持。 |
| 山本健富 高橋竜大     | 同卒     | | 金八から「あだ名は怪物くん」と紹介される。 国語の教科書は読み間違えるが祖母の影響で白波五人男はスラスラ読める |

- 5期生・7期生ともソーラン節等を通して交友がある。

- 金八が最初から担任。
- 他シリーズとは異なり、最重要生徒が2名で両者とも1話で他校より転入。重要生徒2名の転入前に3Bから生徒2名が他校へ転校したが、2名の情報が明かされていない。
- 重要生徒が教室後部に集中している。
- 第5シリーズから第7シリーズまで、第4シリーズから第6シリーズまでの元3Bの3名が金八の補佐役として後輩3Bの授業に参加。
- 鶴本の席は代々女子生徒の席であったが、第6シリーズのみ男子生徒（鶴本）の席となっている。

### 座席表
| 菅   | 今井 | 信太     | 北村  | 山本 |
| 江藤 | 笹岡 | ★鶴本    | 木村  | 榛葉 |
| 前多 | 小堀 | 長谷川賢 | ★成迫 | 山田 |
| 下田 | 馬場 | 青沼     | 森田  | 赤嶺 |
| 長澤 | 山越 | 嘉代     | 安原  | 近藤 |
| 笠井 | 星野 | 長谷川奈 | 本田  | 風見 |
| 教卓 |      |          |       |      |

### その他
| 役名     | 演者       | 所属                 | 備考                                                                                             |
| -------- | ---------- | -------------------- | ------------------------------------------------------------------------------------------------ |
| 倉田正子 | 伊藤麻里也 | 安井病院院内学級所属 | 義足。病院内での文通をきっかけに幸作と親しくなる。 元バレリーナ。 幸作退院時に幸作にキスをする。 |

## 平成16（2004）年度（第7シリーズ・SP11）
| 役名 演者            | 直F卒 | 家族等（演者）                                                     | 備考 |
| -------------------- | ----- | ------------------------------------------------------------------ | --- |
| 麻田玲子 福田沙紀    | 直F卒 | 母：優子（筒井真理子）                                             | 女王様。小塚に好意を抱き、後に笠井と共にサポート。 小塚や丸山の事で何かと稲葉に絡む。後に殴り合いの喧嘩をしたが最後に和解できた。 笠井が常に側近でいるため、いつもカバンを持たせている。 稲葉との喧嘩後、何かと彼女のことを気に掛ける。 |
| 安生有希 五十嵐奈生  | 卒    |                                                                    | 空手有段者。 小野と長坂が不良グループに絡まれた際に空手で撃退する。 ドラッグの授業の際に気遣いを見せる富山を「あんたより強いから」と制する。 小川や中木原と同じ渋谷が好き。夜に厚化粧をして外に出る。 |
| 飯島弥生 岩田さゆり  | 直卒  | 母：昌恵（五十嵐めぐみ）                                           | 持病持発達障害、スペシャルオリンピックス聖火ランナー。 6期の鶴本・成迫と同じく1話で他校より転入。 母は心臓に持病を抱えている。 お菓子作りが得意。青木にその才能を見出されパティシエとして就職。 「みんなと一緒」が口癖。通称ヤヨ。 経緯が加藤優と川野君子、水野君恵、鶴本直、成迫政則と同じ（3年生の10月（川野君子と水野君恵は4月）に転入）。 |
| 稲葉舞子 黒川智花    | F卒   | 父：稲葉浩志（光石研） PTA副会長で弁護士                           | 金八の初恋の人に似ている。開栄合格。 丸山の幼馴染で、彼の家庭事情を知っており、好意を寄せる。 丸山の薬物使用にいち早く気付く。 麻田に男ったらしと罵られ平手打ちをしたことにより、殴り合いになる。 丸山の逮捕後、責任を感じ引きこもりになるが麻田の説得で立ち直る。 経緯は長谷川賢と同じ（父親が弁護士）。 天野ひろゆきが健気でカワイイと評してる。 |
| 江口哲史 竹下恭平    | 卒    |                                                                    | ガリベン 最初は自己中心的な性格で自分以外のことを考えなかったが、終盤で協力的になる。麻田が好き。 丸山に5000円を盗まれる。 開栄不合格で卑屈になる。 経緯は森山慶貴と同じ（開栄不合格で卑屈になる）。 |
| 大胡あすか 清浦夏実  | 卒    |                                                                    | デカあす あすか繋がりということもあり、チビあすかとは仲良し。 不良に襲われた際自分たちを見捨てて逃げた笠井を「逃亡者」とからかうが同じく逃げた小村のことは何故か咎めない（小村が逃げた時は「ずるい！」と発言していた）。 でかい女と馬鹿にされ、富山とひと悶着。 モデルになるのが夢。 |
| 小川比呂 末広ゆい    | 卒    | 母：和枝（夏川加奈子）                                             | 実家はさくら食堂 おでこが広く、金八にネタにされる。 授業中はほとんど腕を組んでいる。 渋谷が好き。安生や中木原とは親友で夜に3人で厚化粧をして外に出る。 丸山の薬物事件後、安城、中木原と共に渋谷を卒業することを決める。 |
| 小野孝太郎 竹内友哉  | 卒    |                                                                    | 長坂と共にゲーム依存症。 薬物やシンナーを使用したり、長坂から多くのゲームを借りたり、失言が多かったり、序盤は3Bで最も良識の欠けた生徒であったが、丸山の薬物事件をきっかけに自身を大きく改める。 ゲームの邪魔をするものなら誰であろうと睨みつける。杉田曰く元担任の渡辺は授業中にゲームする彼を放っておいた。 喫煙の常習者で、不良に騙されてマリファナのタバコを2本吸い失禁しながら気絶した。マリファナ事件後は反省も無く長坂の母親に追い返されると代わりにゲームソフトをタダでもらう。 薬物、シンナーに興味を持っていたが長坂の想いを知り改心(金八に、「薬物依存症になったら大好きなゲームも出来なくなる。」と諭されたのも一因)。 薬物やシンナーをネタにして丸山を2回激怒させ、殴られた。その為丸山の父親が薬物中毒と知れ渡った際は嘲笑った。 丸山の薬物事件で自身の過ちを後悔し、罪悪感から麻薬撲滅のポスターを貼って回った。ドラッグの授業の際一人だけ金八に丸山を警察に突き出すように言うが、苦しむ丸山を見て自身がマリファナやシンナーに手を出したことに罪悪感を覚える。 丸山の薬物事件後、高校生が丸山や桜中を馬鹿にした時は激怒して高校生に殴りかかった。 卒業式後の教室では、金八の読み上げる丸山の手紙に泣いていた。 署名活動で通行人に冷たい態度をとられ激昂し通行人の襟首をつかむ。 |
| 笠井淳 上森寛元      | 卒    | 母：里枝（重田千穂子） 次姉:美由紀(6期生)                          | 麻田にべったり 荷物持ちやら、麻田が何かをしようとするとすぐにサポートに入る。 高校受験後あたりから江口と恋のライバル関係になる。 薬物中毒の不良達に襲われた際富山達を見捨てて逃げ、そのことを遠藤と富山に責められる。 次姉・美由紀にはあまり関心がない（話によると淳には兄と長姉もいる）が、姉がドラッグの問題に巻き込まれた時は金八に助けを求める。 初期から金八を信頼しており金八のドラッグの話を聞こうとしない狩野達に激怒する。 ボウリング大会をやりたいと言って麻田に叱られ凹む。 経緯が山本大輔と佐藤幸二、佐藤良美と同じ（姉（佐藤良美は兄）が金八の元生徒）。 |
| 金丸博明 府金重哉    | 直卒  |                                                                    | 車掌、ハンドマイク依存症。放火魔捕まえ表彰。 坪井にマイクで告白するもマイクで言うなんて最低とフラれる。 中木原に「てめえに言われたくねえんだよ」と言う等、ハンドマイクでも毒舌を吐くこともある。 高校受験の面接でハンドマイクを使用し、その場で不合格を言い渡される。 放火魔に遭遇した際にマイクが故障し自身の声で火事だと叫ぶ。これを機にマイクを置く。 坪井に改めて告白するも友達がいいと結局フラれる。 金八曰く「教え子の中で一番変わっている子」と言われ、笑いに包まれる。 |
| 狩野伸太郎 濱田岳    |       | 父：伸介（田口浩正） 母：亜弥（阿知波悟美） 妹：アミ（枚田菜々子） | 卒業生代表。名字の読みは「かのう」。クラス全体のリーダー・ムードメーカー的存在。一家そろって「あちゃー」が口癖。 金八の嫌いな生徒であったが、徐々に金八と打ち解け、信頼を築いていく。 丸山・小塚の件でクラスがバラバラになりかけた時は、誰よりも金八を信頼していた。 金八に「かりの」と呼ばれたことがある（初対面時）。 信太や山越ら先輩をおちょくり横柄な口をきく。そのくせ文化祭のソーラン節では緊張して言葉を失うほど本番に弱い部分もある。 金八やクラスメイトをバカにする発言が多く反発を買うことも多い。 文化祭のソーラン節を機に徐々に改心していく。 劇団たんぽぽのオーディションに落ちたことを馬鹿にされる。 実家は狩野鉄骨工業、両親は富山の家のキャバクラ通い。 親が給食費滞納に対してハンガーストライキを決行する。 アミは椿小学校6年で担任は伊丸岡。第8シリーズの生徒達と同い年だが、第8シリーズには未登場である。 |
| 倉田直明 今福俊介    | 卒    | 母：明美（丸山秀美）                                               | ダンスユニット「3B‛s」のリーダー。 冷静な性格で、喧嘩を止める事が多い。金八から友情を感じると言われる。 教壇の上で逆立ちする。 当初は金八には非協力的で金八が前代の3Bの話の際「俺らは新しい3Bだ」と非難した。 天野へ暴行する園上を必死に止める。 制服の下のシャツの色は黄色系 |
| 小塚崇史 鮎川太陽    | 卒    | 父：靖史（升毅） 母：芳子（宮田早苗）                              | 実家は小塚物産で、社員が起こした覚醒剤の密輸事件で自宅と会社に家宅捜索が入る。 市村篤と鶴本直、森月美香と同じマンションに住んでいる（広島美香も元住人である）。丸山の唯一の親友。 丸山が虐待を受けている現場を目撃してしまい、口止めされるも稲葉と共に金八に報告。 この事で丸山に裏切り者と言われ、ショックを受ける。さらに小塚物産が覚醒剤の密輸事件の影響を受けて破綻し、マンションからの引越しを余儀なくされた上に、両親の離婚に伴い、目標だった開栄高校の受験が出来なくなった事で精神不安定となり、ベランダから飛び降り自殺を図る。 回復後、車椅子生活だった為、卒業式の後のソーラン節は踊ることはできなかったが、金八と大森と共に見守っていた。 経緯が広島美香と同じ（両親が離婚し、マンションからの引越しを余儀なくされ、ベランダから飛び降り自殺（広島美香は未遂）を図る）。 |
| 小村飛鳥 杉林沙織    | 卒    |                                                                    | チビあす 子供が好きで保育士になるのが夢 不良達に襲われた際、笠井と共に隙を見て逃走する。自身も逃げていながら笠井を「逃亡者」呼ばわりするという勝手な一面もある。 金丸とは小学校が同じで、ハンドマイクを使うようになった経歴を知っている。 鈴木康二郎が好きでバレンタインチョコをプレゼントしたり、騙されているとわかっていても金を貸す。 |
| 島健一郎 筒井万央    |       |                                                                    | 通称シマケンで学級委員。 父親の仕事中の怪我で給食費を払えなくなり給食を拒み貧血で倒れる。 空気の読めない一面もある。 高校入試あたりから卒業式直前まで何かと「シマケン！学級委員でしょ？」と言われ責め立てられることが多くなる。NGOで活躍したいと夢見る。 |
| 清水信子 寺島咲      |       |                                                                    | 金八が出席を取る際、杉田に順番を飛ばされる。 金八の黒板に何かを書く時の後ろ姿が好きらしい。 丸山が江口の財布から5000円を盗むところを目撃する。 緑山高校進学後、教師から差別やセクハラを受ける。 退学処分になった鈴木康二郎のことを心配し、金八に相談する。 |
| 杉田祥恵 渡辺有菜    | 卒    |                                                                    | 学級委員で通称サッチー。「飯島を守る会」発起人 田中と一緒に飯島に付き添う。 出席確認の際、自己主張をするあまりに清水の順番を飛ばす。 |
| 鈴木康二郎 薮宏太    | F卒   |                                                                    | 3B‛s。丸山と仲が良く、小学校が同じだが家庭事情は知らない。 丸山の父親を知ってるため、彼が暴力団と疑われた時は真っ先に否定した。 ソーラン節では丸山のバク宙を提案した。 鶴本に一目惚れし告白するも、性同一性障害と知り落胆するが、男性ホルモン投与を受けることを決意した鶴本を激励した。 SPでは緑山高校入学後、桜中学というだけで差別する担任を殴り退学処分を受けるが、清水信子の願いと金八の説得により復学。また少年院出院後の丸山と3Bで唯一連絡を取っていた。 ファイナルでは乙女の結婚式の翌日の夜、丸山が収穫した野菜を金八の自宅に届けた。 制服の下のシャツの色は白。 |
| 園上征幸 平慶翔      | 卒    | 弟：☆幸夫（沼田和紘）                                              | 3B‛s。あだ名は「ソン」。 弟は小学校の教諭からの暴行が原因で、片耳が全く聴こえず補聴器を使用している。 弟の為に一緒にスポチャン同好会に参加。 弟の補聴器を破壊された事に激昂、1年に怒鳴込み、無実の天野を犯人と間違えて殴り、前歯を折る（真犯人2名は丸山によって制裁された）。 夢を大事にしており、大金持ちになって医者に弟の耳を治してもらうことを目指している。 緑山に入学し剣道部に所属する。 制服の下のシャツの色は赤 |
| 高木隼人 結城洋平    | 卒    |                                                                    | 3B‛s。 忍者になりたいらしい。 丸山の父親が元暴力団と疑う。 小野と丸山との喧嘩を止めようとした狩野に誤って振り払われ互いに変なポーズをとりながら喧嘩する。 小塚が丸山の家庭事情を喋ったことに「男はチクっちゃいけねえんだよ」と発言。 夢を持つよりサラリーマンになって現実を重視することが大事だと思っている。一歩後ろに引いて冷静に観察する性格である。 制服の下のシャツの色は青 |
| 田中奈穂佳 石田未来  | 卒    |                                                                    | 飯島を常にサポート。 飯島が転入してくる前は飯島が座っている席にいた。 （飯島転入前までは）周囲への協調性に乏しかったが、金八と学級委員が伏せていた飯島の発達障害にいち早く気づき、自ら「飯島を守る会」に入る。 緑山入学後、担任の内藤から差別された被害者の1人であり、鈴木の退学の事情を知り黙っている清水を説得する。 担任に差別やセクハラを受ける清水と一緒に鈴木康二郎の退学処分について金八に相談する。 |
| 坪井典子 上脇結友    | 卒    | 母：みな子（東啓子）                                               | 家は弁当屋。 当初は教室の中で堂々と携帯を使っていた。 金丸に告白される。1度はハンドマイクで告白されたことで最低呼ばわりするが、2度目の告白の時は「友達がいい」と言って断る。 首を傾げる癖がある。金八もその癖を「可愛いよな。」と金丸に語っている。 |
| 富山量太 千代将太    | 直卒  | 母：ヒバリ（歌川椎子）                                             | 実家はキャバクラ 飯島が好き。発達障害と知ってからも好意を抱いている。 基本的に女好きだが杉田のような女はタイプではない。 ドラッグ中毒の不良たちに襲われ、稲葉、姫野、大胡をかばって殴られる。 SP11で丸山の卒業式の準備中に姫野のスカートの中を覗こうとしてバレて雑巾を投げつけられる。 |
| 中木原智美 白石知世  | 卒    |                                                                    | 渋谷が大好き、安生と小川とは親友で夜に3人で厚化粧をして外に出る。 小野と丸山との喧嘩で騒ぎを起こしたことを謝罪しない2人に激怒する。 小田切先生を「ギリ様」と憧れている。 高校入学後は一回り年上の彼氏と付き合う。 夢についての授業で金丸とひと悶着。 |
| 中澤雄子 笹山都築    | 卒    | 父：雄介（菅原大吉）                                               | 通称「ウガ」。独特な掛け声をする。 稲葉と仲が良く、登下校や学校内で一緒にいることが多い。 料理研究家になるのが夢。緑山高校に入学。 |
| 中村真佐人 冨浦智嗣  | 直卒  | 母：真佐子（宮地雅子）                                             | 3B‛s、初対面時、金八を「かねはち」と読む。前髪をちょんまげにしている。 ソーラン節の衣装を下駄箱に突っ込んだ張本人。 面接の練習で志望動機を満面の笑顔で「この高校ならクラス一バカな僕でも入れるから。」と言い放ち金八に叱られ泣き出し、一転して慰められる。 保健室で本田が高鳥から預かった性教育人形でいたずらする。 さくら食堂でヤクザにちょんまげを掴まれる。 NGOをプロレス団体と勘違いする。 制服の下のシャツの色は緑系 |
| 長坂和晃 村上雄太    | 卒    | 母：律子（柳岡香里） 第8シリーズでは川瀬孝子                       | 実家は玩具店「ゲームギャラリー」、ゲーム依存症。小野と仲良し。 名前は「わこう」、金八に「かずあき」と呼ばれたことがある（初対面時）。 小野と共にシンナーに手を出す。 小野を唯一の親友としている。 小野よりも良識がある。 小野が高校生と喧嘩したことで小野を責める生徒達に事情を話す。 |
| 西尾浩美 郡司あやの  | 卒    |                                                                    | 3B‛sでは唯一の女子。 さくら食堂で携帯電話で110番通報しようとしたがヤクザに阻止され手首を痛める。 ヤクザから金八に電話するように脅されたが、大森が駆け付け救われる。 小塚が好きで麻田とは恋のライバル。 ソーラン節のために一時期、ヘアスタイルを変える。 |
| 姫野麻子 加藤みづき  | 卒    |                                                                    | 高校入試の朝、人命救助のため遅刻。 金八の説得もあり、夢の港南に二次試験で合格。 「港南に入学してテニス部に入部し、全国大会に行く」のが夢。 |
| ★丸山しゅう 八乙女光 | F卒   | 父：栄輔（うじきつよし） 継母：光代（萩尾みどり）                  | 最重要生徒。全シリーズ中で唯一の卒業式不参加の金八の生徒。 小学生時に体操を行っていたためアクロバットが得意であり、文化祭のソーラン節ではバク宙を担当し、5話では6期の森田が丸山のソーラン節指導を担当した。就職を希望していたが、学業成績が優秀であるため金八に高校進学を勧められる。 継母と暮らしている。 6期の成迫と境遇や物静かな性格が似ており、父は薬物中毒後に刑務所に服役、実母は幼少期に死去、継母が父親の覚醒剤を打ち続けており、継母から虐待を受ける。また成迫と同じく物語が進むに連れてクラスに溶け込んでいく。また家庭内事情を隠したり、母親に問題があったり、刑事事件の当事者となるなど、5期の兼末とも境遇が似ている。 好物はたこ焼き（6期の信太と同じ）とリンゴ。1話でスーパーさくらでリンゴを万引きした。 正義感が強く、園上の弟への苛めを目撃後に加害者を屋上に呼び出して写真を撮影し、園上の弟に二度と手を出さないように一喝する。 6期の鶴本とは対照的に屈曲しない純粋な性格であるが、両親の不在や、小塚を拒否した自責の念や重圧感に中学3年生の心情には耐え切れず、自身も覚醒剤を使用してしまう。 （良好な関係を取り戻した）継母と稲葉の願いもあり、1度は覚醒剤を断つが、幻聴・幻覚症状に耐え切れず、再び覚醒剤を使用。 金八の体を張った授業後に逮捕。家庭裁判の結果、初等少年院の送致が下された。 卒業式には参加できなかったがソーラン節は車に乗ったままの条件で見る事ができた。 SPでは父親は医療刑務所内で死去し、継母は実家に転居。少年院出院後にダルクに入所し、金八・継母と共にミーティングに参加。新聞配達員を経て、1年遅れの卒業式に参加。また少年院出院後は鈴木と3Bで唯一連絡を取っていた。 ファイナルでは鈴木に頼んで金八の自宅に収穫した野菜と手紙を送り、農業で更生した事と、中学生にドラッグの恐ろしさについての講演を行う事を報告した。 |

- 5期生・6期生ともソーラン節等を通して交友がある。
- 全シリーズ中で唯一卒業式に参加せず、少年院送致となる生徒（丸山）が登場。
- 1話途中で飯島が転入したため、席が変更される。
- 第5シリーズから第7シリーズまで、第4シリーズから第6シリーズまでの元3Bの3名が金八の補佐役として後輩3Bの授業に参加。
- 金八先生シリーズは無名役者が代々起用されるが、第7シリーズは既に知名度のあった役者が3名起用されている（当時Ya-Ya-yahの薮宏太・八乙女光・鮎川太陽、冠番組も持っていた）。

### 座席表
| 高木   | 園上 | 倉田 | 長坂      | 小野    |
| 小村   | 稲葉 | 麻田 | 西尾      | 大胡    |
| 金丸   | 島   | 狩野 | ★丸山     | 小塚    |
| 中木原 | 中澤 | 杉田 | 田中→飯島 | 安生    |
| 笠井   | 中村 | 鈴木 | 富山      | 江口    |
| 清水   | 姫野 | 小川 | 坪井      | 無→田中 |
| 教卓   |      |      |           |         |

### その他
| 役名     | 演者     | 所属 | 備考 |
| -------- | -------- | ---- | --- |
| 天野隆   |          | 1年  | 園上が暴行しニヤついたことにより濡れ衣を着せられ前歯を折られる。 父（山本竜二）                                    |
| 園上幸夫 | 沼田和紘 | 1年  | 園上征幸の弟で補聴器使用。兄と一緒にスポチャン同好会に入る。 小5の時、担任の体罰で鼓膜が破れ難聴になり苛めにあう。 |
| 川西豊   |          | 1年  | 園上幸夫を苛め、補聴器を取出し壊す。 丸山に苛めないように釘を刺される。                                            |
| 玉井吾郎 |          | 1年  | 川西と一緒に園上幸夫を苛め 丸山に苛めないように釘を刺される                                                        |

東京都立南花畑養護学校・東京都立足立特別支援学校・千葉県立我孫子養護学校の生徒が出演・撮影協力

## 平成19（2007）年度（第8シリーズ）
| 役名・演者                  | 後作品 | 家族等（演者）                                                                               | 備考 |
| --------------------------- | ------ | -------------------------------------------------------------------------------------------- | --- |
| 安藤みゆき 梶尾舞           | 卒     | 父：健二 （松澤一之） 母：香織（井上夏葉）                                                   | 渡部のツッコミ役で、常にピコピコハンマーを持参。 和田の親友だが、不意に怪我させたとはいえ親同士の揉め事で裁判沙汰になったことが原因で責任を感じ自らも階段から落ちるが頑丈なため大きな怪我はしなかった。 |
| 五十嵐雅迪 田辺修斗         | 卒     |                                                                                              | 通称:イガピー。 ほしいものはハーレムで美女100人に囲まれたい。 みんなのほしいものにケチをつけ、突っ込まれる。 個人ノートに「将来は4LDKに住んで築く、女子フィギュアスケートを見るのが趣味」と書いて金八に呆れられる。KY、皆勤賞受賞。前期学級委員。 夏休みの宿題「街の風景」絵画コンクール出展。 |
| 岩崎浩一 真田佑馬           | 卒     |                                                                                              | 通称:チャラ。 当初は傲慢な性格で同級生をからかうことが多かった。 職員室の鍵を北が手渡した為、夜間に職員室に入り試験内容を撮影 後に不正がバレるも、北の管理不足と佐藤の一件で追試で放免。 田口が好き。 駆け落ちの一件で落ち込む彼女を庇い、松井を戒める。 自分の気持ちに正直になり、学業御守を渡すことに成功。 |
| 漆田駿 坂井太陽             | 卒     | 父:錦次(渡辺正行・ 芸名は中条錦之助) 貞子:(伊藤修子) 団員(響彬人・響一真 ・響悠嘉・米山善吉) | 2年生の時に桜中学へ転入。 実家は芝居一座で父は座長で休演日は副業でトイレ清掃のアルバイトをしている。 駿も女形で「中条夢三郎」(通称・夢様)で活動 貞子の赤ちゃんを学校に連れて来る。 茅ヶ崎と仲良で一緒に路上ライブしている 父の依頼で音楽プロデューサーを語った座員に騙される。 大衆演劇や女形を見下し、副業の便所掃除していた父を軽蔑していたが 同級生の前で女形を披露し認められ、考えを改める。 |
| 江藤清花 水沢奈子           | F卒    | 母:みどり (ひがし由貴) 弟（川口翔平）                                                        | インターネットカフェで寝泊まり、補導される。 後にそれが原因でエコノミー症候群で授業中に倒れる。 田口と仲が良い。 |
| 大西悠司 布川隼汰           | 卒     | 母:阿部トシエ (1期生) 実の親子関係                                                           | サッカー部部長・部活は引退せず。 罵倒した関口を殴る、金八と屋台で食事する。 卒業式の後、贈る言葉と一緒に母に卒業を報告するように言われる。 |
| 金井亮子 忽那汐里           | F卒    |                                                                                              | イギリスに5年在住の帰国子女。 茅ヶ崎に対し黒人と罵るが後に自身がイギリスで差別を受けていたことを話し謝罪する。 中村への暴言を書き込んだ平野に激怒する。 茅ヶ崎に父の手紙を訳す。 英語スピーチコンテスト出場を辞退し、茅ヶ崎に出場を譲る。 金八に英文の年賀状を送る。矢沢のお気に入りの生徒。 夏休みの宿題「街の風景」絵画コンクール出展。 |
| 金輪祐樹 植草裕太           |        |                                                                                              | 3歳からパソコンをやる。 学校裏サイトの管理人をしていたがサイト内での書き込みがきっかけで 金八が辞職に追い込まれたことを機にクラスメイト達の総意で閉鎖する。 |
| 川上詩織 牛山みすず         | 卒     | 母：英子 （歌川椎子）                                                                        | ガリベン、霊感少女、実家は神社。 茅ヶ崎の飛行機代のために壺をオークションに1萬円で出すが 先祖代々伝わる家宝で江戸時代後期で300万円と知り、取り戻す。 平野と中村を予言で火事から救う。 常に霊感があるわけではないが、金八の後ろにいる里美の霊だけはいつまでも見える。 夏休みの宿題「街の風景」絵画コンクール出展。 |
| 川瀬光也 高橋伯明           | 卒     | 母：孝子 （柳岡香里）                                                                        | 通知表の成績が体育が4で美術が3。それ以外はオール1の劣等生。 父が入院中なので工務店に就職内定済だったが「教師は人の為になる」と教師を志望。 乙女と幸作に勉強を教わり、アインシュタインプロジェクトという教師陣の補習授業で高校進学。 |
| 北山大将 亀井拓             |        | 父:聡(山本龍二) 母:信子 (木村理恵) 妹:美佐子 (村山彩希) 弟:武(関根航)                        | 通称・タイショウ。寿司政でバイトと受験勉強に励む。 不良高校生とつるんていたが「逃げない」ことの大切さに気づき決別。 父は植木職人であるがケガで休業中。廣野が佐藤のお金を盗んだ際に廣野を庇う。 経緯が山田裕子と同じで父はアルコール依存症を患い荒んだ日々を送っていたが 金八の喝を受け終盤に入院。 母は妹弟を連れ高島平で愛人・内山(徳井優)宅で同棲し誘われるが父の為に実家に残る。 |
| 佐藤千尋 森部万友佳         |        | 父：隆夫 （世古陽丸） 母：弥生（佐藤直子）                                                   | 金貸、口癖は「友情よりお金」。 自称教育ジャーナリスト山田一郎(山本浩司)にハメ撮り未遂される。 同級生らに救われ「お金では買えない大切なもの」を学び 幾分かは考えを改める。 廣野にお金を盗まれ大騒ぎになり、持ち物検査を切り出した北に 「人間、お金だけじゃありませんよ！」と被害届を取り下げる。 不登校になった里中を心配する。 投資詐欺に合い、嘘の予言をした川上を責め、錯乱するが森月の一言で我に返る。 |
| 里中憲太郎 廣瀬真平         | 卒     | 父：和彦 （小宮孝泰） 母:恵美 （広岡由里子）                                                 | 通称:サトケン。 明和大付属に野球推薦で入学予定だったが父が一方的に断り、親子の間に壁ができた。 父に野球をすることを反対された挙句、賞状、優勝トロフィー、道具を捨てられ 一時引き篭もり、不登校に。母が父に殴られた際、そんな父が許せず、殴りかかる。 父はその後、改心し仲直りしようと金八や3Bからアドバイスを聞いたり 憲太郎に謝罪のメールを送るなど奮闘するが、その道中においてくも膜下出血で逝去。 後に金八から叱咤され、部屋を出て父の遺体と対面。 父が送ったメールを見て愛情に触れ心から感謝を伝える。 翌日復学し、卒業後は父の遺言を守り青嵐高校を受験する旨を金八に告げる。 正月、個人ノートに綴り金八の自宅へ投函。 |
| 諏訪部裕美 山田麗           | F卒    | 父：政吉 （石倉三郎） 母：春子 （東啓子）                                                    | 実家は寿司政、後期学級委員。 親をバカにされたことで北山にキレる。 里中と北山は幼馴染で北山に好意を寄せる。 森月が北山の家から出てきたところに遭遇し、嫉妬する。 |
| 田口彩華 高畑充希           | F卒    | 母：優子 （三沢明美）                                                                        | 優等生。松井と同じ高校に進学することを反対されて 葉山の別荘に駆落ちしたがやるべきことから逃げていた自分に気づき交際を解消する。 松井と性行為があったとデマを流される。 夏休みの宿題「街の風景」絵画コンクール出展 名台詞は「悪い事をしたと思っているけど間違っていない！」 |
| 玉田透 米光隆翔             | 卒     |                                                                                              | 通称:タマちゃん。一人だけの相撲部員。 ほしいものは優勝カップ。 五十嵐の咳で入試中に高熱で倒れる。興奮すると鼻血を出す。 坂本家でちゃんこ鍋を作って食べる。 |
| 茅ヶ崎紋土 カミュー・ケイド |        | 父(軍人) 母:佐和子 （池津祥子）                                                              | 金井の勧めで英語は苦手だが英語スピーチコンテストに出場（矢沢には一時期、反対されていた）。 後期学級委員。母はリストラされパート勤務。 漆田と路上ライブをやる。 父からの手紙を翻訳してもらうために手紙を金井に渡そうとするがラブレターと勘違いされ人種差別を受ける。 父の顔を知らず、思い悩むが手紙を読んで号泣。コロッケが好き。 イラク出兵前の父がフロリダから来日し対面を果たす。 幼少期はニコラスモンフィーが演じる。 |
| 塚田りな 萩谷うてな         | 卒     |                                                                                              | バレンタインチョコはチョコレートあんまん。 大西に恋するが玉砕。 ファミレスでハンバーグを大量にやけ食いする（合計金額12,584円）。 |
| 中村美恵子 藤井真世         | 卒     |                                                                                              | 通称:みーちゃん。V系の音楽が大好き。the GazettEのファン。 他人の意見に流されやすい。 金髪で登校するも数日で戻す。 平野の親友ではあるが、約束を破り一時不仲になったが、金八の授業で仲直り。 |
| 長谷川孝志 坂本優太         | 卒     | 父:庄(吉見一豊) 母:陽子(平栗あつみ)                                                          | ガリベン、母が過保護でモンスターペアレント。 卒業生代表、美術展の絵は美大生に描いてもらった。 父兄は都議会議員とも繋がりがある。 母親が美術展に出展しないと主張する立花を転勤させろと抗議をする。 自画像を描くことで自分の存在に疑問も持つようになる。 基本的に常識な性格だが、田口が松井と性行為（狂言）したと知ると喜んだ。 |
| 平野みなみ 菅澤美月         |        |                                                                                              | ナルシスト、中村と仲良し。嵐のファン。 中村に約束を破られた挙句、嘘までつかれたと怒りを表し不仲になったが、金八の授業で仲直り。 |
| 廣野智春 菅野隼人           | 卒     |                                                                                              | 北山の親友。 小学生の頃、集団に虐められていたところを、北山に助けられたことがきっかけで仲良くなる。 紗理奈に恋し、騙されたことで不良から脅されカツアゲされる。 佐藤のカバンからお金を盗み、北山に助けられるが責任を感じ、自白する。 彼が不登校になった際は見かねてノートを介し、金八に救助を依頼した。 |
| 森月美香 草刈麻有           | 卒     | 父:文郎 (宅麻伸) 母:小百合 (かとうかず子)                                                    | 転校し数日間私服登校し、北や遠藤を挑発。 授業中にもiPodで音楽鑑賞をするなど奇行が目立った。 聖ミカエル女学園を素行不良で退学し桜中学へ転校。 金八の指導やクラスメイトたちとの関わりで笑顔や他人に心を開くことの素晴らしさを思い出す。 一人、父と家に残った北山を励ますために差し入れを持っていく。 そのとき諏訪部と遭遇する。 廣野が佐藤のお金を盗み、北山が庇ってることを見抜く。 金八の自宅へ泊まった事で騒動に。 父は国会議員、母は編集長、双方浮気不倫をしている。 |
| 渡部剛史 岩方時郎           | 卒     |                                                                                              | 通称:ニコラス。夏休みの絵の宿題は唯一の未提出。 お笑いが好き。スポーツカーに憧れている。 岩崎とともに夜間に職員室に忍び込み、答案用紙を撮影するが、不正解までが一致した事で乾にバレて追試で放免。 約束破りをした者が出たら渡部がグリシッペを受ける決まり。 佐藤にダンゴムシみたいな顔をしてると言われる。 安藤からよくピコピコハンマーで叩かれている。 裏サイトに「金八もCKY（超空気読めない）」と書き込む。 港東不合格だったが、2次試験で再受験し合格。 口癖は「すみません、マジすみません」。 |
| 和田順子 井本杏子           | 卒     | 父:修平(石田登星) 母:知子(山下容莉枝)                                                        | バレエで主演だったが事故で階段から転落し、出演できなくなる。 安藤の親友。仔犬が欲しい。前期学級委員。 夏休みの宿題「街の風景」絵画コンクール出展。 |

### 座席表
| 塚田   | 大西   | 森月   | 北山 | 玉田   |
| 茅ヶ崎 | 漆田   | 五十嵐 | 廣野 | 里中   |
| 安藤   | 諏訪部 | 金井   | 田口 | 江藤   |
| 渡部   | 金輪   | 岩崎   | 川瀬 | 長谷川 |
| 中村   | 平野   | 佐藤   | 和田 | 川上   |
| 教卓   |        |        |      |        |

#### その他
| 役名・演者          | 所属 | 家族等（演者）                      | 備考 |
| ------------------- | ---- | ----------------------------------- | --- |
| 松井宏樹 松川尚瑠輝 | 3-A  | 父:浩太郎(林和義) 母:夏子(兎本有紀) | 田口の彼氏、父親と揉めて誤って重傷を負わせ死亡したと思い絶望し、田口に庇われて駆落ちする。父親の生存を知り駆落ちは終わった。 学校で田口と性行為があったと嘘をつく。その後進学は別々となる。妹がいる。 |
| 佐藤 杉山大喜       | 3-A  | 父：上杉陽一 母：込山順子           | 成績が悪く、試験2日目の夜の学校で屋上から 飛び降り自殺しようとするが岩崎と渡部が救助。 |

聖坂養護学校の生徒が出演

## 平成22（2010）年度（ファイナル）
| 役名       | 演者           | 備考 |
| ---------- | -------------- | --- |
| 荒井駿     | 永城優         | |
| 井坂碧     | 平井杏奈       | 学級委員。釈放後の景浦が「少し変わった」と主張する。 |
| 伊藤拓海   | 伊藤大翔       | 景浦が逮捕された際「景浦さえ来なければ問題ない」と発言。 |
| 今井さなえ | 小橋優子       | |
| 遠藤翔太   | 宮坂健太       | 景浦が釈放され教室に戻ることが決定した時景浦の死を願う。 |
| 大蔵彩     | 小野木里奈     | |
| 景浦裕也   | 岡本圭人（直） | 小学生の時に父が自殺し、母・ともえ（岩橋道子）と二人暮らし。 同級生思いだが、父が自殺した事をきっかけに中学生になってからグレ始め、 暴行や恐喝する問題児となった。 とても短気で喧嘩っ早い不良少年であり、電流実験で宮崎を庇って香坂に暴行を加え警察に連行される。 受験勉強を条件に復学し金八と同居する事となった。 歴代卒業生らの助けにより更生する事が出来た。 父と同じくゴルフが趣味でありプロゴルファーになるのが夢だった。 金八への送辞で全生徒代表となった。書籍上は中井正敏の息子。 |
| 上川未来   | 優希           | |
| 川野義明   | 石河朋樹       | |
| 酒井聖美   | 中原知南       | |
| 澤本仁     | 五十畑哉耶     | |
| 柴崎茜     | 趣里（直）     | 幼少時に父を亡くし、母子家庭で育った。 金八に恋をし「ハッチー」と呼ぶ。 登校時に金八に腕を組みベタベタし、 本田を介してラブレターまで渡す。 稲葉と麻田に焼餅を焼く。 「ハッチー大丈夫?お水飲む?」が口癖。 さらに、景浦の恐喝や香坂への暴行の時も 金八に「ハッチー！大変！」とすぐに報告に行く。 |
| 関純一     | 佐藤隆平       | 黒板に「地獄に落ちろ。香坂死ね」と書いた張本人。 乾、立花、矢沢からは大人しい生徒と認識されている。 |
| 高島優花   | 佐藤初         | |
| 高橋渡     | 目黒皓嗣       | |
| 竹之内直人 | 鈴木悠人       | |
| 玉井美咲   | 増山加弥乃     | |
| 塚田鞠     | 辻美優         | |
| 友房陸     | 三宅史         | |
| 増田祐美   | 伊倉愛美       | |
| 宮崎和志   | 秋山遊楽       | 黒板に「地獄に落ちろ。香坂死ね」と書いた張本人であるため、 香坂の電流実験の実験台にされそうになる。 この件については金八に「景浦が庇って助けてくれた」と諭される。 乾、立花、矢沢からは大人しい生徒と認識されている。 |
| 森嶋ありす | 斎藤亜美       | |
| 山崎尚哉   | 恵隆一郎       | |
| 米田美穂   | 鈴木米香       | |
| 和田翼     | 金子尚太郎     | 学級委員 |

### 座席表
| 今井 | 竹之内 | 塚田 | 景浦 | 山崎 |
| 友房 | 宮崎   | 澤本 | 荒井 | 高橋 |
| 上川 | 柴崎   | 井坂 | 酒井 | 大蔵 |
| 関   | 和田   | 川野 | 遠藤 | 伊藤 |
| 米田 | 森嶋   | 高島 | 玉井 | 増田 |
| 教卓 |        |      |      |      |